# Festival Eurovisão da Canção 2004
O Festival Eurovisão da Canção 2004 (em inglês: Eurovision Song Contest 2004, em francês: Concours Eurovision de la chanson 2004 e em turco: Eurovision Şarkı Yarışması 2004)  foi o 49º Festival Eurovisão da Canção  e realizou-se nos dias 12 e 15 de maio de 2004, em Istambul, na Turquia. Os apresentadores desta edição foram Korhan Abay e Meltem Cumbul que falaram aos espectadores em inglês, francês e turco.
A vencedora foi Ruslana que representou a Ucrânia, com a canção "Wild dances" (Danças selvagens). Esta foi a primeira vitória da Ucrânia na competição, após apenas 1 ano de participação. Devido à expansão do concurso, este ano foi a primeira vez em que um não vencedor obteve mais de 200 pontos. Antes desse concurso, apenas as vencedoras em 1994 e 1997 haviam passado dessa marca. Neste concurso, as 3 músicas mais votadas obtiveram mais de 200 pontos.
Devido ao número elevado de países que desejavam participar no evento, foi, pela primeira vez, instituída uma semifinal. Esta foi também a primeira vez que foi instituído o famosos símbolo eurovisivo do coração no centro da palavra "Eurovisão", com a bandeira em forma de coração no centro que deve ser alterada para competições futuras. O slogan do concurso de Istambul era Under The Same Sky, que comunicava a importância de uma Europa unida e a integração turca.
Participaram 36 países. 14 países acederam diretamente à final (os 4 grandes financiadores do evento: Reino Unido, França, Espanha e Alemanha e o top 10 do ano anterior). Os restantes participaram numa semifinal, constituída por 22 países, sendo apurados apenas os 10 primeiros que se juntaram aos 14 já apurados. Participaram na final 24 países.
Foi a primeira vez que a Turquia sediou o concurso, 29 anos após a estreia do país, e também foi a primeira vez desde a edição de 1998 em Birmingham que não foi sediado na capital do país anfitrião. Foi o primeiro Festival Eurovisão da Canção realizado num país e cidade transcontinental, num país de maioria muçulmana e num país de língua turcomana.
Um CD oficial foi lançado e, pela primeira vez, todo o concurso foi lançado em DVD.
Um novo vídeo dos ABBA foi mostrado na semifinal, descrevendo brevemente como os ABBA começaram e qual foi a resposta da primeira gravadora abordada. Apresentava pequenos bonecos da banda a tocar trechos das suas canções (as vozes sendo as da banda) e apresentava Rik Mayall como o gerente da gravadora. O vídeo contou com uma participação especial dos membros originais da banda (Benny Andersson, Agnetha Fältskog, Anni-Frid Lyngstad e Björn Ulvaeus), bem como Cher. Além disso, todas as falas foram tiradas de canções do ABBA. Esta parte foi cortada do DVD do Festival Eurovisão da Canção e lançado separadamente. As referências ao vídeo que antecederam a exibição também foram cortadas.
A organização do festival foi uma oportunidade para a Turquia, face ao seu processo de adesão à União Europeia, mostrar uma imagem de modernidade e capacidade organizativa através das duas galas transmitidas pela Europa e outros países do mundo. A vitória de 2003 e a organização da edição de 2004 tiveram, segundo algumas análises, uma resposta na economia, especialmente no turismo, o que foi potencializado na organização do festival, onde foram veiculadas imagens promocionais da Turquia.
Houve grandes problemas com o som, principalmente na semifinal, pois o áudio estava muito alto ou muito baixo, problema que melhorou um pouco na final.
Os favoritos para vencer o festival eram principalmente Ucrânia e Chipre e, em menor medida, Espanha, Sérvia e Montenegro, Grécia e a anfitriã Turquia.

## Local

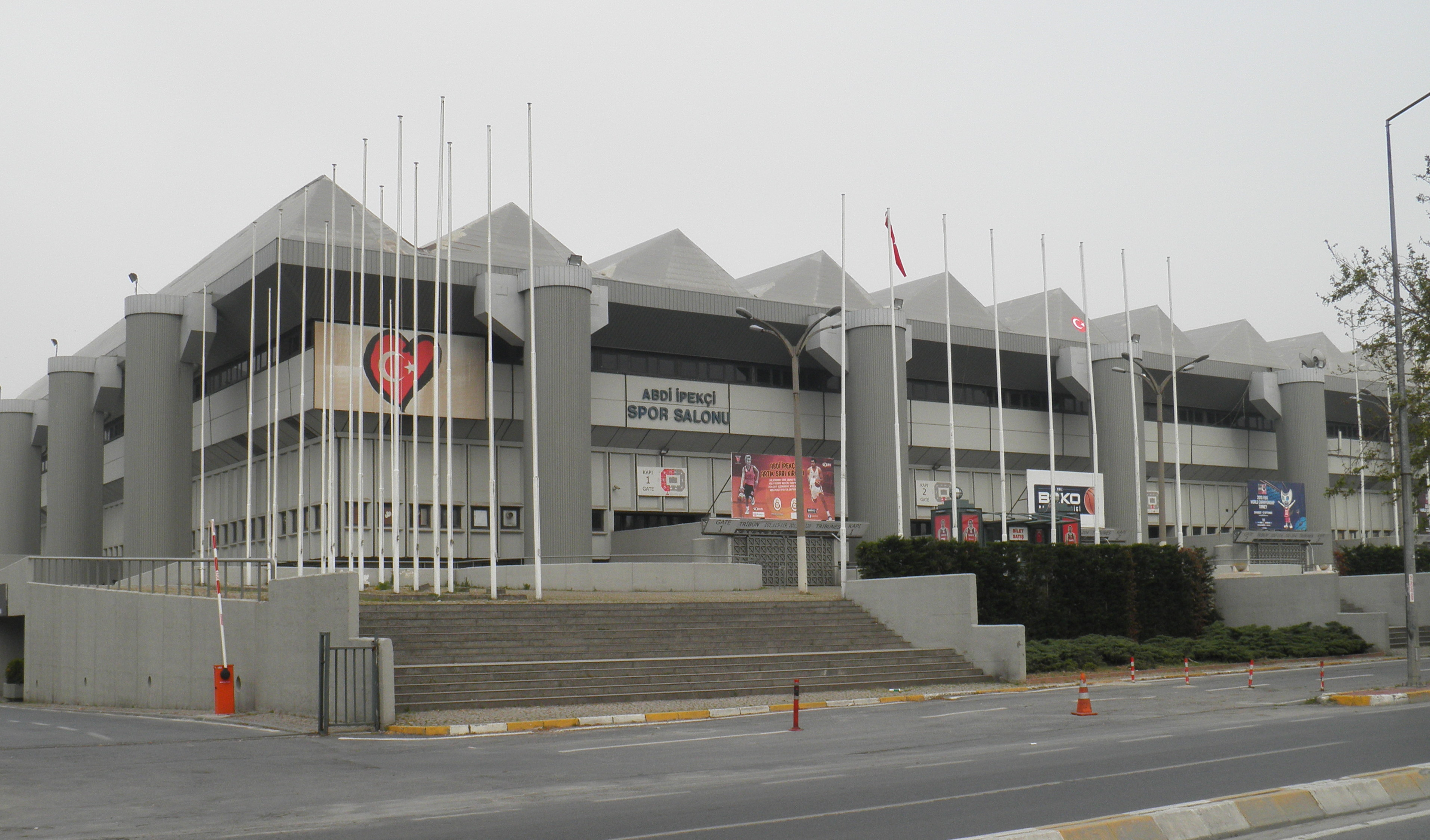
O Abdi İpekçi Arena, em Istambul, na Turquia.

Tendo ganho a edição anterior, a produção hesitou sobre a cidade onde seria realizada a competição. Depois de contemplar por um tempo Ancara, a capital do país, Istambul foi escolhida. Isso permitiu enfatizar o simbolismo da cidade-ponte, conectando os dois continentes (Europa e Ásia).
Assim, o Festival Eurovisão da Canção 2004 ocorreu em Istambul, na Turquia. Istambul, a antiga Bizâncio e Constantinopla, é a maior cidade da Turquia e a quarta maior do mundo, rivalizando com Londres como a mais populosa da Europa, com 15 029 231 habitantes na sua área metropolitana (2017). A grande maioria da população é muçulmana, mas também há um grande número de laicos e uma ínfima minoria de cristãos e judeus. Foi a capital do Império Romano do Oriente e do Império Otomano até 1923, cujo governante máximo, o sultão, foi durante séculos reconhecido como califa, o chefe supremo de todos os muçulmanos, o que fazia da cidade uma das mais importantes de todo o Islão. Atualmente, embora a capital do país seja Ancara, Istambul continua a ser o principal polo industrial, comercial, cultural e universitário (aí estão sediadas mais de uma dezena de universidades) do país. É a sede do Patriarcado Ecumênico de Constantinopla, sede da Igreja Ortodoxa. A cidade ocupa ambas as margens do estreito do Bósforo e do norte do mar de Mármara, os quais separam a Ásia da Europa no sentido norte-sul, uma situação que faz de Istambul a única cidade que ocupa dois continentes. A parte central da parte europeia é por sua vez dividida pelo estuário do Corno de Ouro. É usual dizer-se que a cidade tem dois ou três centros, conforme se considere ou não que na parte asiática também existe um centro. No lado europeu há duas zonas com mais destaque em termos de movimento de pessoas e património cultural: o mais antigo, onde se situava o núcleo da antiga Bizâncio e Constantinopla, correspondente ao atual distrito de Fatih, fica a sul do Corno de Ouro, enquanto que Beyoğlu, a antiga Pera e onde se situava o bairro europeu medieval de Gálata, fica a norte. O centro da parte asiática tem contornos menos precisos, e ocupa parte dos distritos de Üsküdar e Kadıköy. Algumas zonas históricas da parte europeia de Istambul foram declaradas Património Mundial pela UNESCO em 1985. Em 2010, a cidade  foi a Capital Europeia da Cultura. Devido à sua dimensão e importância, Istambul é considerada uma megacidade e uma cidade global.
A produção, então, escolheu o Mydonose Showland, um centro de entretenimento na forma de uma tenda piramidal gigante perto do Aeroporto Internacional Atatürk, como local, depois mudou para a Abdi İpekçi Arena, uma arena multiusos com capacidade para 12 500 espectadores. Esta última, inaugurada em 1986 e sede de competições de basquetebol, foi escolhida por ser maior e mais prática para um evento dessa importância. Foi demolida em 2018.

## Formato
A Eurovisão deste ano foi o primeiro a ser um evento de dois dias, com uma semi-final realizada numa quarta-feira e a grande final realizada no sábado seguinte. Sob este novo formato, os "Big 4" (França, Alemanha, Espanha e o Reino Unido) e o top 10 do concurso de 2003 tiveram classificação automática para a final.

### Tema e Visual
Esta foi também a primeira vez que foi instituído o famosos símbolo eurovisivo do coração no centro da palavra "Eurovisão", com a bandeira em forma de coração no centro que deve ser alterada para competições futuras. O slogan do concurso de Istambul era Under The Same Sky, que comunicava a importância de uma Europa unida e a integração turca.
Pela primeira vez, um DVD foi lançado após a competição, contendo a semifinal completa e a final. Além disso, o sítio www.eurovision.tv foi oficialmente assumido pela União Europeia de Radiodifusão, passando a ser a sua plataforma de comunicação.
Para lhe conferir uma identidade mais permanente e duradoura, a EBU decidiu disponibilizar ao concurso um logótipo genérico. Este usava a palavra "Eurovisão" de forma estilizada. A letra "v" central tinha a forma de um coração, enquadrando a bandeira nacional do país anfitrião.
O slogan adotado foi Under The Same Sky, servindo de inspiração para o design do palco. Isso consistia em dois níveis embutidos um no outro. O nível inferior, de formato oval, tinha uma tela embutida no solo. O nível superior, que se estendia ao público, possuía três pódios circulares pretos com tela embutida na face superior. A decoração consistia numa forma orgânica opaca pendendo do palco e dotada de uma cúpula luminosa na parte superior. O cenário era feito de telas de LED.

### Cartões postais
Os cartões postais começaram com uma projeção do logótipo da competição tendo como pano de fundo o horizonte da cidade de Istambul. Seguiu-se um vídeo mostrando as riquezas culturais e turísticas da Turquia. Finalmente, Azra Akin, Miss Mundo 2002, apareceu na tela, soprando pétalas de rosa das quais se projetava a bandeira nacional do país participante.

## Votação
Todos os países participantes da competição, incluindo aqueles que não se classificaram para a final, puderam votar. Depois da apresentação de todas as músicas, cada país abriu o televoto para permitir que os seus espectadores votassem na sua música favorita, excepto no seu próprio país. Cada país atribuiu pontos com base no número de votos dados para cada música: a música que recebeu mais votos do televoto recebeu 12 pontos, a segunda 10 pontos, a terceira 8 pontos, e assim sucessivamente até 1 ponto. Pela primeira vez também, a contagem regressiva do tempo restante de votação foi exibida na tela.
Este foi o primeiro ano em que todos os 36 países participantes votaram com base no televoto. Nos casos em que o televoto não pode ser utilizado, um júri de reserva foi usado.No entanto, França, Polónia e Rússia não transmitiram a semifinal (porque não participaram dela) e, portanto, não deram votos como os outros trinta e três países. Na Bélgica, o RTBF de língua francesa não transmitiu a semifinal, mas a VRT de língua holandesa sim.
Em caso de empate, o número de países que votaram nas canções empatadas seria contado, e a canção com mais países dando pontos a ela seria a vencedora. No caso de um novo empate, o método anteriormente usado de contagem regressiva do número de 12 pontos, 10 pontos, etc., seria usado para encontrar um eventual vencedor.
O supervisor executivo da EBU foi Svante Stockselius.

## Participantes

Países participantes
Países que não se conseguiram qualificar para a final
Países que já participaram no passado mas não em 2004

Durante cerca de 10 meses, todos os países foram escolhendo os seus representantes, assim como as músicas que os mesmos interpretaram em Istambul. Para realizar tal selecção, cada país utilizou o seu próprio processo de selecção. Alguns optaram pela selecção interna, que consiste na televisão organizadora daquele país fazer a escolha; no entanto, por vezes apenas o artista é seleccionado internamente, e a música não. Outros países (a maioria), utilizou um programa de televisão para seleccionar a sua entrada. Quartos de final, semifinais, second-chances e finais, foram realizados durante nos meses antecedentes do Festival (até março) na maioria dos países europeus, cada um com o seu processo próprio.
Andorra, Albânia, Bielorrússia e Sérvia e Montenegro fizeram a sua estreia, com o Mónaco a regressar após uma ausência de 25 anos. Luxemburgo planeou regressar após uma ausência de 11 anos, mas saiu mais tarde após o surgimento de questões financeiras entre a RTL e a EBU.
| País                 | Título original da Canção                  | Artista                              | Processo                                                                         | Data da Selecção                                               |
| País                 | Tradução em Português                      | Idiomas de Interpretação             | Processo                                                                         | Data da Selecção                                               |
| -------------------- | ------------------------------------------ | ------------------------------------ | -------------------------------------------------------------------------------- | -------------------------------------------------------------- |
| Albânia              | "The Image Of You"                         | Anjeza Shahini                       | Festivali I Këngës 42                                                            | 20 de dezembro de 2003                                         |
| Albânia              | A tua imagem                               | Inglês                               | Festivali I Këngës 42                                                            | 20 de dezembro de 2003                                         |
| Alemanha             | "Can't Wait Until Tonight"                 | Max                                  | Germany 12 Points 2004                                                           | 19 de março de 2004                                            |
| Alemanha             | Não consigo esperar até de noite           | Inglês & Turco                       | Germany 12 Points 2004                                                           | 19 de março de 2004                                            |
| Áustria              | "Du bist"                                  | Tie Break                            | Song.Null.Vier                                                                   | 5 de março de 2004                                             |
| Áustria              | Tu és                                      | Alemão                               | Song.Null.Vier                                                                   | 5 de março de 2004                                             |
| Andorra              | "Jugarem a estimar-nos"                    | Marta Roure                          | 12 Punts                                                                         | 15 de março de 2004                                            |
| Andorra              | Nós vamos brincar ao amor um com o outro   | Catalão                              | 12 Punts                                                                         | 15 de março de 2004                                            |
| Bélgica              | "1 Life"                                   | Xandee                               | Eurosong 2004                                                                    | 15 de fevereiro de 2004                                        |
| Bélgica              | 1 Vida                                     | Inglês                               | Eurosong 2004                                                                    | 15 de fevereiro de 2004                                        |
| Bielorrússia         | "My Galileo"                               | Aleksandra & Konstantin              | Televizijnaga konkursu piesni Jeŭrabačannie 2004                                 | 31 de janeiro de 2004                                          |
| Bielorrússia         | O meu Galileu                              | Inglês                               | Televizijnaga konkursu piesni Jeŭrabačannie 2004                                 | 31 de janeiro de 2004                                          |
| Bósnia e Herzegovina | "In The Disco"                             | Deen                                 | Artista: Seleção interna Canção: BH Eurosong 2004                                | Artista: 15 de janeiro de 2004 Canção: 6 de março de 2004      |
| Bósnia e Herzegovina | Na discoteca                               | Inglês                               | Artista: Seleção interna Canção: BH Eurosong 2004                                | Artista: 15 de janeiro de 2004 Canção: 6 de março de 2004      |
| Chipre               | "Stronger Every Minute"                    | Lisa Andreas                         | Kýprioi Telikoú tis Diagonismós Tragoudioú Eurovision 2004                       | 17 de fevereiro de 2004                                        |
| Chipre               | Mais forte a cada minuto                   | Inglês                               | Kýprioi Telikoú tis Diagonismós Tragoudioú Eurovision 2004                       | 17 de fevereiro de 2004                                        |
| Croácia              | "You Are the Only One"                     | Ivan Mikulić                         | Dora 2004                                                                        | 14 de março de 2004                                            |
| Croácia              | Tu és a única                              | Inglês                               | Dora 2004                                                                        | 14 de março de 2004                                            |
| Dinamarca            | "Shame on You"                             | Thomas Thordarsson                   | Dansk Melodi Grand Prix 2004                                                     | 7 de fevereiro de 2004                                         |
| Dinamarca            | Tem vergonha                               | Inglês                               | Dansk Melodi Grand Prix 2004                                                     | 7 de fevereiro de 2004                                         |
| Eslovénia            | "Stay Forever"                             | Platin                               | EMA 2004                                                                         | 15 de fevereiro de 2004                                        |
| Eslovénia            | Fica para sempre                           | Inglês                               | EMA 2004                                                                         | 15 de fevereiro de 2004                                        |
| Espanha              | "Para llenarme de ti"                      | Ramón                                | Operación Triunfo 2004                                                           | 28 de janeiro de 2004                                          |
| Espanha              | Para me (pre)encher de ti                  | Castelhano                           | Operación Triunfo 2004                                                           | 28 de janeiro de 2004                                          |
| Estónia              | "Tii"                                      | Neiokõsõ                             | Eurolaul 2004                                                                    | 7 de fevereiro de 2004                                         |
| Estónia              | Caminho                                    | Võro                                 | Eurolaul 2004                                                                    | 7 de fevereiro de 2004                                         |
| Finlândia            | "Takes 2 To Tango"                         | Jari Sillanpää                       | Euroviisut 2004                                                                  | 24 de janeiro de 2004                                          |
| Finlândia            | São precisos 2 para o tango                | Inglês                               | Euroviisut 2004                                                                  | 24 de janeiro de 2004                                          |
| França               | "À Chaque Pas"                             | Jonatan Cerrada                      | Selecção Interna                                                                 | Artista: 9 de fevereiro de 2004 Canção: 10 de março de 2004    |
| França               | A cada passo                               | Francês & Castelhano                 | Selecção Interna                                                                 | Artista: 9 de fevereiro de 2004 Canção: 10 de março de 2004    |
| Grécia               | "Shake It"                                 | Sákis Rouvás                         | Selecção Interna                                                                 | Artista: 15 de março de 2004 Canção: 20 de março de 2004       |
| Grécia               | Abana-o                                    | Inglês                               | Selecção Interna                                                                 | Artista: 15 de março de 2004 Canção: 20 de março de 2004       |
| Irlanda              | "If My World Stopped Turning"              | Chris Doran                          | You're A Star 2004                                                               | 6 de março de 2004                                             |
| Irlanda              | Se o meu mundo parasse de girar            | Inglês                               | You're A Star 2004                                                               | 6 de março de 2004                                             |
| Islândia             | "Heaven"                                   | Jónsi                                | Selecção Interna                                                                 | Artista: 9 de fevereiro de 2004 Canção: 20 de março de 2004    |
| Islândia             | Paraíso                                    | Inglês                               | Selecção Interna                                                                 | Artista: 9 de fevereiro de 2004 Canção: 20 de março de 2004    |
| Israel               | "Leha'amin"                                | David D'Or                           | Artista: Seleção Interna Canção: Kdam Eurovision 2004                            | Artista: 13 de novembro de 2003 Canção: 5 de fevereiro de 2004 |
| Israel               | Acreditar                                  | Hebraico & Inglês                    | Artista: Seleção Interna Canção: Kdam Eurovision 2004                            | Artista: 13 de novembro de 2003 Canção: 5 de fevereiro de 2004 |
| Letónia              | "Dziesma Par Laimi"                        | Fomins & Kleins                      | Eirodziesma 2004                                                                 | 28 de fevereiro de 2004                                        |
| Letónia              | Uma canção sobre felecidade                | Letão                                | Eirodziesma 2004                                                                 | 28 de fevereiro de 2004                                        |
| Lituânia             | "What's Happened To Your Love"             | Linas and Simona                     | "Eurovizijos" dainų konkurso nacionalinė atranka 2004                            | 14 de fevereiro de 2004                                        |
| Lituânia             | O que aconteceu ao nosso amor              | Inglês                               | "Eurovizijos" dainų konkurso nacionalinė atranka 2004                            | 14 de fevereiro de 2004                                        |
| Macedónia do Norte   | "Life"                                     | Toše Proeski                         | Artista: Selecção Interna Canção: Makedonski nacionalen finalen Evrovizija 2004  | Artista: 7 de julho de 2003 Canção: 14 de fevereiro de 2004    |
| Macedónia do Norte   | Vida                                       | Inglês                               | Artista: Selecção Interna Canção: Makedonski nacionalen finalen Evrovizija 2004  | Artista: 7 de julho de 2003 Canção: 14 de fevereiro de 2004    |
| Malta                | "On Again...Off Again"                     | Julie & Ludwig                       | Malta Song For Europe 2004                                                       | 13 & 14 de fevereiro de 2004                                   |
| Malta                | Ligado outra vez... Desligado outra vez... | Inglês                               | Malta Song For Europe 2004                                                       | 13 & 14 de fevereiro de 2004                                   |
| Mónaco               | "Notre Planète"                            | Maryon                               | Selecção Interna                                                                 | 22 de fevereiro de 2004                                        |
| Mónaco               | O nosso planeta                            | Francês                              | Selecção Interna                                                                 | 22 de fevereiro de 2004                                        |
| Noruega              | "High"                                     | Knut Anders Sørum                    | Melodi Grand Prix 2004                                                           | 6 de março de 2004                                             |
| Noruega              | Lá em cima                                 | Inglês                               | Melodi Grand Prix 2004                                                           | 6 de março de 2004                                             |
| Países Baixos        | "Without You"                              | Re-union                             | Dutch Songfestival 2004                                                          | 22 de fevereiro de 2004                                        |
| Países Baixos        | Sem ti                                     | Inglês                               | Dutch Songfestival 2004                                                          | 22 de fevereiro de 2004                                        |
| Polónia              | "Love Song"                                | Blue Café                            | Krajowe Eliminacje do Konkursu Piosenki Eurowizji 2004                           | 24 de janeiro de 2004                                          |
| Polónia              | Canção do amor                             | Inglês & Castelhano                  | Krajowe Eliminacje do Konkursu Piosenki Eurowizji 2004                           | 24 de janeiro de 2004                                          |
| Portugal             | "Foi magia"                                | Sofia Vitória                        | Operação Triunfo 2004                                                            | 25 de janeiro de 2004                                          |
| Portugal             | Foi Magia                                  | Português                            | Operação Triunfo 2004                                                            | 25 de janeiro de 2004                                          |
| Reino Unido          | "Hold On To Our Love"                      | James Fox                            | Eurovision: Making Your Mind Up 2004                                             | 28 de fevereiro de 2004                                        |
| Reino Unido          | Esperar pelo nosso amor                    | Inglês                               | Eurovision: Making Your Mind Up 2004                                             | 28 de fevereiro de 2004                                        |
| Roménia              | "I Admit"                                  | Sanda Ladoşi                         | Selecţia Naţională 2004                                                          | 13 de março de 2004                                            |
| Roménia              | Eu admito                                  | Inglês                               | Selecţia Naţională 2004                                                          | 13 de março de 2004                                            |
| Rússia               | "Believe Me"                               | Julia Savicheva                      | Selecção Interna                                                                 | 10 de março de 2004                                            |
| Rússia               | Acredita em Mim                            | Inglês                               | Selecção Interna                                                                 | 10 de março de 2004                                            |
| Sérvia e Montenegro  | "Lane Moje" (Лане моје)                    | Željko Joksimović & Ad Hoc Orchestra | Evropesma 2004                                                                   | 21 de fevereiro de 2004                                        |
| Sérvia e Montenegro  | Minha querida                              | Sérvio                               | Evropesma 2004                                                                   | 21 de fevereiro de 2004                                        |
| Suécia               | "It Hurts"                                 | Lena Philipsson                      | Melodifestivalen 2004                                                            | 20 de março de 2004                                            |
| Suécia               | Isso dói                                   | Inglês                               | Melodifestivalen 2004                                                            | 20 de março de 2004                                            |
| Suíça                | "Celebrate"                                | Piero Esteriore & Music Stars        | Concours Eurovision 2004                                                         | 6 de março de 2004                                             |
| Suíça                | Celebrar                                   | Inglês                               | Concours Eurovision 2004                                                         | 6 de março de 2004                                             |
| Turquia              | "For Real"                                 | Athena                               | Artista: Selecção Interna Canção: Eurovision Şarkı Yarışması Türkiye Finali 2004 | Artista: 2 de setembro de 2003 Canção: 24 de janeiro de 2004   |
| Turquia              | De verdade                                 | Turco                                | Artista: Selecção Interna Canção: Eurovision Şarkı Yarışması Türkiye Finali 2004 | Artista: 2 de setembro de 2003 Canção: 24 de janeiro de 2004   |
| Ucrânia              | "Wild Dances"                              | Ruslana                              | Selecção Interna                                                                 | 27 de fevereiro de 2004                                        |
| Ucrânia              | Danças selvagens                           | Inglês & Ucraniano                   | Selecção Interna                                                                 | 27 de fevereiro de 2004                                        |

## Festival

### Semi-final
A abertura da competição começou com uma breve animação do logo. A câmera mostrou o público na sala. Uma breve demonstração de dervixes rodopiantes se seguiu. Os apresentadores entraram em cena para as apresentações habituais, agradecendo à Letónia pela organização da competição no ano anterior. A abertura ficou concluída com a apresentadora Meltem Cumbul a cantar "Nel blu dipinto di blu (Volare)" para o público.
Durante o primeiro intervalo comercial, Meltem Cumbul trocou algumas palavras com os artistas na green room, nomeadamente Piero Esteriore e David D'Or.
Durante o segundo intervalo, Korhan Abay falou com Željko Joksimović, o grupo Re-union e Deen.
Após a apresentação dos 22 semifinalistas, as filas foram abertas nos países votantes. Este ano a transmissão da semifinal foi opcional para os classificados directamente para a final, o que fez com que França, Polónia e Rússia não a transmitissem e, portanto, não votassem; dando assim um total de 33 países votantes.
O intervalo foi ocupado por uma curta atuação do grupo de ballet turco Fire of Anatolia. Em seguida, seguiu a exibição do ABBA: The Last Video, para comemorar o trigésimo aniversário da vitória do grupo no concurso, em 1974. O vídeo apresentou uma breve aparição dos membros originais da banda (Benny Andersson, Agnetha Fältskog, Anni-Frid Lyngstad e Björn Ulvaeus), bem como Cher. Além disso, todas as réplicas foram tiradas das músicas do ABBA.
O intervalo termina com a apresentação dos quatorze países já qualificados para a final.
Os resultados foram revelados ao vivo por Korhan Abay e Meltem Cumbul, que abriram aleatoriamente dez envelopes vermelhos, contendo os nomes dos dez países qualificados. Excepcionalmente, os resultados obtidos pelos países não qualificados foram exibidos na tela.
| #   | País                 | Idioma             | Artista                              | Canção                         | Lugar | Pontuação |
| --- | -------------------- | ------------------ | ------------------------------------ | ------------------------------ | ----- | --------- |
| 1º  | Finlândia            | Inglês             | Jari Sillanpää                       | "Takes 2 To Tango"             | 14º   | 51        |
| 2º  | Bielorrússia         | Inglês             | Alexandra & Konstantin               | "My Galileo"                   | 19º   | 10        |
| 3º  | Suíça                | Inglês             | Piero Esteriore & The MusicStars     | "Celebrate!"                   | 22º   | 0         |
| 4º  | Letónia              | Letão              | Fomins & Kleins                      | "Dziesma Par Laimi"            | 17º   | 23        |
| 5º  | Israel               | Hebraico & Inglês  | David D'or                           | "Leha'amin"                    | 11º   | 57        |
| 6º  | Andorra              | Catalão            | Marta Roure                          | "Jugarem a estimar-nos"        | 18º   | 12        |
| 7º  | Portugal             | Português          | Sofia Vitória                        | "Foi Magia"                    | 15º   | 38        |
| 8º  | Malta                | Inglês             | Julie & Ludwig                       | "On Again...Off Again"         | 8º    | 74        |
| 9º  | Mónaco               | Francês            | Märyon                               | "Notre Planète"                | 19º   | 10        |
| 10º | Grécia               | Inglês             | Sakis Rouvas                         | "Shake It"                     | 3º    | 238       |
| 11º | Ucrânia              | Inglês & Ucraniano | Ruslana                              | "Wild Dances"                  | 2º    | 256       |
| 12º | Lituânia             | Inglês             | Linas & Simona                       | "What's Happened To Your Love" | 16º   | 26        |
| 13º | Albânia              | Inglês             | Anjeza Shahini                       | "The Image Of You"             | 4º    | 167       |
| 14º | Chipre               | Inglês             | Lisa Andreas                         | "Stronger Every Minute"        | 5º    | 149       |
| 15º | Macedónia do Norte   | Inglês             | Toše Proeski                         | "Life"                         | 10º   | 71        |
| 16º | Eslovénia            | Inglês             | Platin                               | "Stay Forever"                 | 21º   | 5         |
| 17º | Estónia              | Võro               | Neiokõsõ                             | "Tii"                          | 11º   | 57        |
| 18º | Croácia              | Inglês             | Ivan Mikulić                         | "You Are the Only One"         | 9º    | 72        |
| 19º | Dinamarca            | Inglês             | Tomas Thordarson                     | "Shame On You"                 | 13º   | 56        |
| 20º | Sérvia e Montenegro  | Sérvio             | Željko Joksimović & Ad Hoc Orchestra | "Lane Moje" (Лане моје)        | 1º    | 263       |
| 21º | Bósnia e Herzegovina | Inglês             | Deen                                 | "In The Disco"                 | 7º    | 133       |
| 22º | Países Baixos        | Inglês             | Re-union                             | "Without You"                  | 6º    | 146       |

#### Resultados
| Países Votantes      | Países Pontuados | Países Pontuados | Países Pontuados | Países Pontuados | Países Pontuados | Países Pontuados | Países Pontuados | Países Pontuados | Países Pontuados | Países Pontuados | Países Pontuados | Países Pontuados | Países Pontuados | Países Pontuados | Países Pontuados   | Países Pontuados | Países Pontuados | Países Pontuados | Países Pontuados | Países Pontuados    | Países Pontuados     | Países Pontuados |
| -------------------- | ---------------- | ---------------- | ---------------- | ---------------- | ---------------- | ---------------- | ---------------- | ---------------- | ---------------- | ---------------- | ---------------- | ---------------- | ---------------- | ---------------- | ------------------ | ---------------- | ---------------- | ---------------- | ---------------- | ------------------- | -------------------- | ---------------- |
| Países Votantes      | Finlândia        | Bielorrússia     | Suíça            | Letónia          | Israel           | Andorra          | Portugal         | Malta            | Mónaco           | Grécia           | Ucrânia          | Lituânia         | Albânia          | Chipre           | Macedónia do Norte | Eslovénia        | Estónia          | Croácia          | Dinamarca        | Sérvia e Montenegro | Bósnia e Herzegovina | Países Baixos    |
| Andorra              |                  |                  |                  |                  | 3                |                  | 12               | 5                | 4                | 8                | 10               |                  | 6                | 2                |                    |                  |                  |                  |                  | 1                   |                      | 7                |
| Albânia              | 7                |                  |                  |                  | 5                |                  |                  | 6                | 2                | 12               | 3                |                  |                  |                  | 8                  |                  | 1                |                  |                  | 4                   | 10                   |                  |
| Áustria              |                  |                  |                  |                  | 1                |                  |                  |                  |                  | 5                | 4                |                  | 7                | 6                | 2                  |                  |                  | 8                |                  | 12                  | 10                   | 3                |
| Bósnia e Herzegovina |                  |                  |                  |                  |                  |                  |                  | 4                |                  | 5                | 7                |                  | 6                |                  | 8                  | 1                |                  | 10               | 3                | 12                  |                      | 2                |
| Bélgica              | 1                |                  |                  |                  | 2                |                  | 4                |                  |                  | 10               | 8                |                  | 5                | 6                |                    |                  |                  |                  |                  | 7                   | 3                    | 12               |
| Bielorrússia         |                  |                  |                  | 4                | 3                |                  |                  | 1                |                  | 8                | 12               | 2                |                  | 6                |                    |                  |                  | 7                |                  | 10                  |                      | 5                |
| Suíça                |                  |                  |                  |                  |                  |                  | 7                |                  |                  | 3                | 2                |                  | 10               | 1                | 5                  |                  |                  | 6                |                  | 12                  | 8                    | 4                |
| Sérvia e Montenegro  |                  |                  |                  |                  | 3                |                  |                  |                  |                  | 10               | 8                |                  | 6                | 2                | 12                 |                  | 4                | 5                |                  |                     | 7                    | 1                |
| Chipre               | 6                |                  |                  |                  | 2                |                  |                  |                  | 4                | 12               | 8                | 7                | 1                |                  |                    |                  |                  |                  | 3                | 10                  |                      | 5                |
| Alemanha             |                  |                  |                  |                  | 1                |                  |                  |                  |                  | 10               | 6                |                  | 8                | 4                | 3                  |                  |                  | 5                |                  | 12                  | 7                    | 2                |
| Dinamarca            |                  |                  |                  |                  | 2                |                  |                  | 4                |                  | 3                | 6                |                  | 7                | 5                | 1                  |                  |                  |                  |                  | 10                  | 12                   | 8                |
| Estónia              | 7                | 2                |                  | 5                |                  |                  |                  | 10               |                  | 4                | 12               |                  | 1                | 6                |                    |                  |                  |                  | 3                |                     |                      | 8                |
| Espanha              | 3                |                  |                  |                  | 4                | 12               | 6                |                  |                  | 7                | 10               |                  | 2                | 1                |                    |                  |                  |                  |                  | 8                   |                      | 5                |
| Finlândia            |                  |                  |                  |                  | 2                |                  |                  |                  |                  | 5                | 8                |                  | 6                | 7                |                    |                  | 12               | 1                | 4                | 10                  |                      | 3                |
| Reino Unido          |                  |                  |                  |                  | 2                |                  |                  | 5                |                  | 12               | 7                |                  | 6                | 10               |                    |                  | 1                |                  |                  | 8                   | 4                    | 3                |
| Grécia               | 5                |                  |                  |                  | 3                |                  |                  | 1                |                  |                  | 7                | 2                | 8                | 12               | 4                  |                  |                  |                  |                  | 10                  |                      | 6                |
| Croácia              |                  |                  |                  |                  |                  |                  |                  | 1                |                  | 6                | 8                |                  | 7                | 2                | 5                  | 3                |                  |                  |                  | 12                  | 10                   | 4                |
| Irlanda              |                  |                  |                  | 4                |                  |                  |                  | 1                |                  | 2                | 10               | 3                | 5                | 8                |                    |                  |                  |                  |                  | 6                   | 7                    | 12               |
| Israel               |                  |                  |                  | 2                |                  |                  |                  | 6                |                  | 12               | 10               | 1                | 4                | 3                |                    |                  |                  |                  | 5                | 8                   |                      | 7                |
| Islândia             | 3                | 1                |                  |                  |                  |                  |                  | 2                |                  | 6                | 10               |                  | 4                | 8                |                    |                  | 7                |                  | 12               |                     |                      | 5                |
| Lituânia             |                  | 2                |                  | 6                |                  |                  |                  | 7                |                  | 8                | 12               |                  |                  | 4                |                    |                  | 10               | 3                |                  | 1                   |                      | 5                |
| Letónia              |                  |                  |                  |                  |                  |                  |                  | 7                |                  | 6                | 10               | 8                | 5                | 3                |                    |                  | 12               | 1                |                  | 4                   |                      | 2                |
| Mónaco               | 6                |                  |                  | 2                |                  |                  | 1                |                  |                  | 4                | 5                |                  | 3                | 12               |                    |                  |                  |                  | 10               | 7                   |                      | 8                |
| Macedónia do Norte   | 2                |                  |                  |                  |                  |                  |                  | 4                |                  | 7                | 8                |                  | 12               |                  |                    | 1                |                  | 6                |                  | 10                  | 5                    | 3                |
| Malta                |                  |                  |                  |                  | 6                |                  |                  |                  |                  | 12               | 10               | 3                | 8                | 5                | 1                  |                  |                  |                  | 2                | 4                   |                      | 7                |
| Países Baixos        |                  |                  |                  |                  | 2                |                  |                  | 3                |                  | 6                | 7                |                  | 5                | 10               | 1                  |                  |                  | 4                |                  | 12                  | 8                    |                  |
| Noruega              | 3                |                  |                  |                  |                  |                  |                  |                  |                  | 5                | 7                |                  | 8                | 4                |                    |                  | 1                |                  | 6                | 10                  | 12                   | 2                |
| Portugal             |                  |                  |                  |                  | 7                |                  |                  | 4                |                  | 8                | 12               |                  | 2                | 3                |                    |                  | 5                | 1                |                  | 10                  |                      | 6                |
| Roménia              |                  |                  |                  |                  | 5                |                  | 8                |                  |                  | 12               | 7                |                  | 6                | 1                | 4                  |                  |                  |                  | 2                | 10                  |                      | 3                |
| Suécia               | 8                |                  |                  |                  |                  |                  |                  |                  |                  | 4                | 6                |                  | 7                | 3                | 2                  |                  | 1                |                  | 5                | 12                  | 10                   |                  |
| Eslovénia            |                  |                  |                  |                  |                  |                  |                  | 1                |                  | 4                | 8                |                  | 5                | 3                | 6                  |                  |                  | 7                |                  | 12                  | 10                   | 2                |
| Turquia              |                  |                  |                  |                  | 4                |                  |                  |                  |                  | 12               | 8                |                  | 6                | 5                | 3                  |                  |                  |                  | 1                | 7                   | 10                   | 2                |
| Ucrânia              |                  | 5                |                  |                  |                  |                  |                  | 2                |                  | 10               |                  |                  | 1                | 7                | 6                  |                  | 3                | 8                |                  | 12                  |                      | 4                |
| Total                | 51               | 10               | 0                | 23               | 57               | 12               | 38               | 74               | 10               | 238              | 256              | 26               | 167              | 149              | 71                 | 5                | 57               | 72               | 56               | 263                 | 133                  | 146              |
| Lugar                | 14º              | 19º              | 22º              | 17º              | 11º              | 18º              | 15º              | 8º               | 19º              | 3º               | 2º               | 16º              | 4º               | 5º               | 10º                | 21º              | 11º              | 9º               | 13º              | 1º                  | 7º                   | 6º               |
| Países Votantes      | Finlândia        | Bielorrússia     | Suíça            | Letónia          | Israel           | Andorra          | Portugal         | Malta            | Mónaco           | Grécia           | Ucrânia          | Lituânia         | Albânia          | Chipre           | Macedónia do Norte | Eslovénia        | Estónia          | Croácia          | Dinamarca        | Sérvia e Montenegro | Bósnia e Herzegovina | Países Baixos    |
| Países Votantes      | Países Pontuados |                  |                  |                  |                  |                  |                  |                  |                  |                  |                  |                  |                  |                  |                    |                  |                  |                  |                  |                     |                      |                  |

##### 12 pontos
Os países que receberam 12 pontos foram os seguintes:
| # | Países Pontuados     | Países Votantes                                                                                    |
| - | -------------------- | -------------------------------------------------------------------------------------------------- |
| 9 | Sérvia e Montenegro  | Alemanha, Áustria, Bósnia e Herzegovina, Croácia, Eslovénia, Países Baixos, Suécia, Suíça, Ucrânia |
| 7 | Grécia               | Albânia, Chipre, Israel, Malta, Reino Unido, Roménia, Turquia                                      |
| 4 | Ucrânia              | Bielorrússia, Estónia, Lituânia, Portugal                                                          |
| 2 | Bósnia e Herzegovina | Dinamarca, Noruega                                                                                 |
| 2 | Chipre               | Grécia, Mónaco                                                                                     |
| 2 | Estónia              | Finlândia, Letónia                                                                                 |
| 2 | Países Baixos        | Bélgica, Irlanda                                                                                   |
| 1 | Albânia              | Macedónia                                                                                          |
| 1 | Andorra              | Espanha                                                                                            |
| 1 | Dinamarca            | Islândia                                                                                           |
| 1 | Macedónia do Norte   | Sérvia e Montenegro                                                                                |
| 1 | Portugal             | Andorra                                                                                            |

### Final
A final começou com um pequeno vídeo mostrando as vistas aéreas de Istambul, dia e noite e concluindo com um mapa da Abdi İpekçi Arena. A vencedora do ano passado, Sertab Erener, entrou em palco e cantou "Everyway That I Can", a música vencedora do ano anterior, e "Leave".
Os apresentadores então subiram ao palco e agradeceram a Erener. Fizeram as apresentações habituais e, como durante a semifinal, a apresentadora Meltem Cumbul cantou "Nel blu dipinto di blu (Volare)" para o público
Durante o primeiro intervalo comercial, os apresentadores entraram contacto via satélite com Hamburgo e Thomas Anders. Mas apesar das tentativas de produção, não conseguiram entrar em contacto com Istambul e Las Palmas.
Durante o segundo intervalo, no meio do processo de votação, Sertab Erener apareceu na green room, trocando algumas palavras com os membros do grupo Athena. Os apresentadores, por sua vez, puderam finalmente juntar-se a Las Palmas.
O intervalo foi preenchido pelo grupo de balé Fire of Anatolia. Sertab Erener então reapareceu na tela, trocando algumas palavras com Ruslana, Max, Stefan Raab e o grupo Re-union.
Para a votação do primeiro festival que realizou uma semifinal, ficou decidido que a ordem de votação seria por ordem alfabética pelo Código ISO, começando pela Andorra e terminando na Ucrânia.
O festival foi uma das edições mais renhidas, reflectindo-se nas pontuações altas dos primeiros lugares e nos poucos pontos que a parte inferior obteve. Também foi demonstrado no número de países que votaram nas canções nas primeiras posições, dando quase um monopólio a este respeito: Sérvia e Montenegro juntamente com a Grécia foram votados por todos (algo que não se repetiria até 2009).
| #   | País                 | Idioma               | Artista                              | Canção                        | Lugar | Pontuação |
| --- | -------------------- | -------------------- | ------------------------------------ | ----------------------------- | ----- | --------- |
| 1º  | Espanha              | Castelhano           | Ramón                                | "Para Llenarme de Ti"         | 10º   | 87        |
| 2º  | Áustria              | Alemão               | Tie Break                            | "Du bist"                     | 21º   | 9         |
| 3º  | Noruega              | Inglês               | Knut Anders Sørum                    | "High"                        | 24º   | 3         |
| 4º  | França               | Francês & Castelhano | Jonatan Cerrada                      | "À Chaque Pas"                | 15º   | 40        |
| 5º  | Sérvia e Montenegro  | Sérvio               | Željko Joksimović & Ad Hoc Orchestra | "Lane Moje" (Лане моје)       | 2º    | 263       |
| 6º  | Malta                | Inglês               | Julie & Ludwig                       | "On Again...Off Again"        | 12º   | 50        |
| 7º  | Países Baixos        | Inglês               | Re-union                             | "Without You"                 | 20º   | 11        |
| 8º  | Alemanha             | Inglês & Turco       | Max                                  | "Can't Wait Until Tonight"    | 8º    | 93        |
| 9º  | Albânia              | Inglês               | Anjeza Shahini                       | "The Image Of You"            | 7º    | 106       |
| 10º | Ucrânia              | Inglês & Ucraniano   | Ruslana                              | "Wild Dances"                 | 1º    | 280       |
| 11º | Croácia              | Inglês               | Ivan Mikulić                         | "You Are the Only One"        | 12º   | 50        |
| 12º | Bósnia e Herzegovina | Inglês               | Deen                                 | "In The Disco"                | 9º    | 91        |
| 13º | Bélgica              | Inglês               | Xandee                               | "1 Life"                      | 22º   | 7         |
| 14º | Rússia               | Inglês               | Julia Savicheva                      | "Believe Me"                  | 11º   | 67        |
| 15º | Macedónia do Norte   | Inglês               | Toše Proeski                         | "Life"                        | 14º   | 47        |
| 16º | Grécia               | Inglês               | Sakis Rouvas                         | "Shake It"                    | 3º    | 252       |
| 17º | Islândia             | Inglês               | Jónsi                                | "Heaven"                      | 19º   | 16        |
| 18º | Irlanda              | Inglês               | Chris Doran                          | "If My World Stopped Turning" | 22º   | 7         |
| 19º | Polónia              | Inglês & Castelhano  | Blue Café                            | "Love Song"                   | 17º   | 27        |
| 20º | Reino Unido          | Inglês               | James Fox                            | "Hold Onto Our Love"          | 16º   | 29        |
| 21º | Chipre               | Inglês               | Lisa Andreas                         | "Stronger Every Minute"       | 5º    | 170       |
| 22º | Turquia              | Inglês               | Athena                               | "For Real"                    | 4º    | 195       |
| 23º | Roménia              | Inglês               | Sanda Ladoşi                         | "I Admit"                     | 18º   | 18        |
| 24º | Suécia               | Inglês               | Lena Philipsson                      | "It Hurts"                    | 5º    | 170       |

#### Resultados
A ordem de votação no Festival Eurovisão da Canção 2004, foi a seguinte:

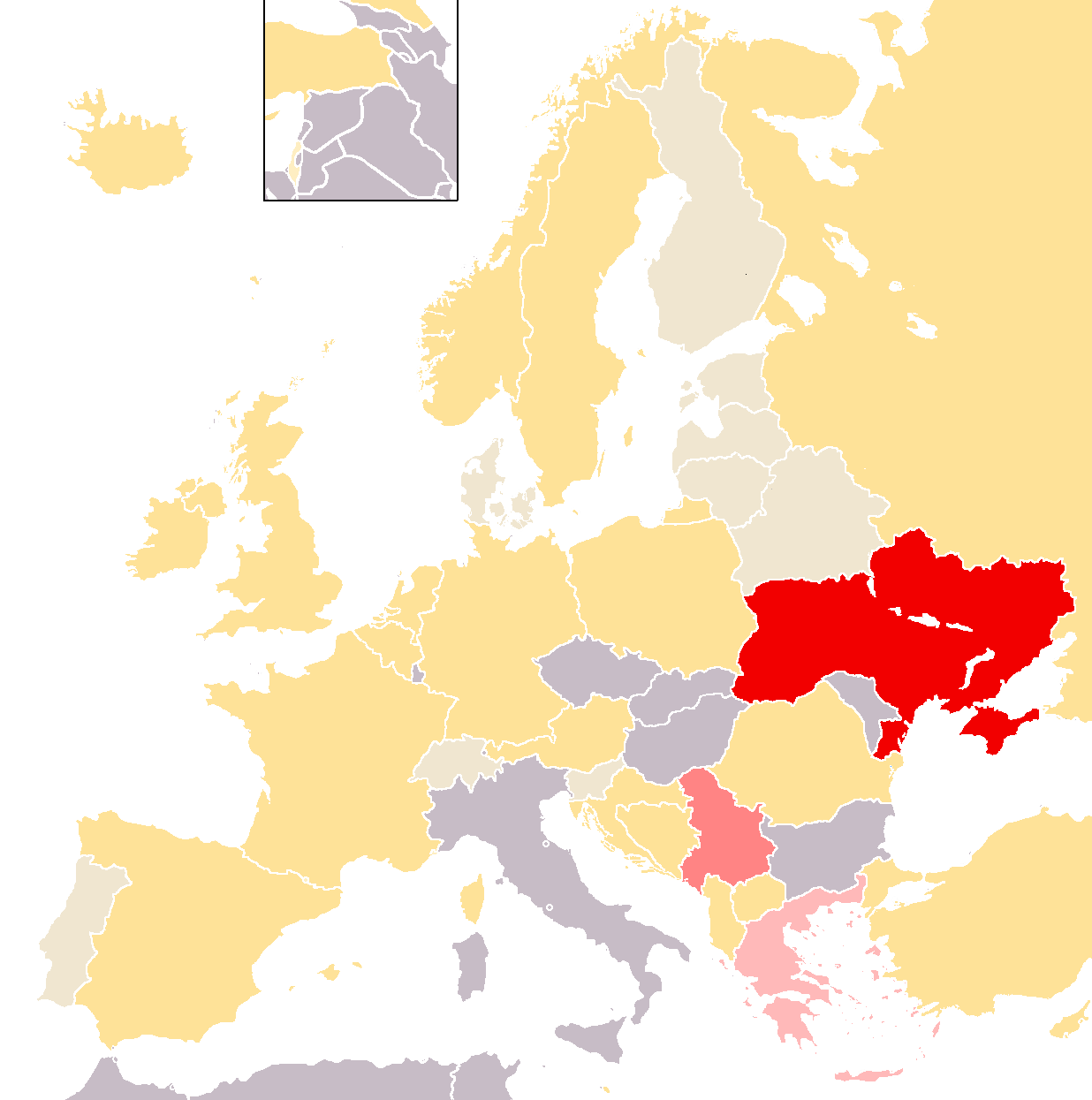
Vencedor
2º classificado
3º classificado

| Países Votantes      | Países Pontuados | Países Pontuados | Países Pontuados | Países Pontuados | Países Pontuados    | Países Pontuados | Países Pontuados | Países Pontuados | Países Pontuados | Países Pontuados | Países Pontuados | Países Pontuados     | Países Pontuados | Países Pontuados | Países Pontuados   | Países Pontuados | Países Pontuados | Países Pontuados     | Países Pontuados | Países Pontuados | Países Pontuados | Países Pontuados | Países Pontuados | Países Pontuados |
| -------------------- | ---------------- | ---------------- | ---------------- | ---------------- | ------------------- | ---------------- | ---------------- | ---------------- | ---------------- | ---------------- | ---------------- | -------------------- | ---------------- | ---------------- | ------------------ | ---------------- | ---------------- | -------------------- | ---------------- | ---------------- | ---------------- | ---------------- | ---------------- | ---------------- |
| Países Votantes      | Espanha          | Áustria          | Noruega          | França           | Sérvia e Montenegro | Malta            | Países Baixos    | Alemanha         | Albânia          | Ucrânia          | Croácia          | Bósnia e Herzegovina | Bélgica          | Rússia           | Macedónia do Norte | Grécia           | Islândia         | República da Irlanda | Polónia          | Reino Unido      | Chipre           | Turquia          | Roménia          | Suécia           |
| Andorra              | 12               |                  |                  | 7                | 2                   | 6                |                  |                  |                  | 10               |                  |                      | 1                |                  |                    | 8                |                  |                      |                  |                  | 4                | 3                |                  | 5                |
| Albânia              |                  |                  |                  | 1                | 7                   | 3                |                  | 2                |                  | 5                |                  | 10                   |                  |                  | 6                  | 12               |                  |                      |                  |                  |                  | 8                |                  | 4                |
| Áustria              |                  |                  |                  |                  | 12                  |                  |                  | 10               | 5                | 4                | 3                | 7                    |                  |                  |                    | 2                |                  |                      |                  |                  | 6                | 8                |                  | 1                |
| Bósnia e Herzegovina |                  |                  |                  |                  | 12                  | 1                |                  | 3                | 4                | 6                | 10               |                      |                  |                  | 8                  | 5                |                  |                      |                  |                  |                  | 7                |                  | 2                |
| Bélgica              | 7                |                  |                  | 10               | 3                   |                  | 6                |                  | 1                | 5                |                  |                      |                  |                  |                    | 8                |                  |                      |                  |                  | 4                | 12               |                  | 2                |
| Bielorrússia         | 2                |                  |                  |                  | 7                   |                  |                  |                  |                  | 10               | 5                |                      |                  | 12               |                    | 6                |                  |                      |                  | 1                | 8                | 3                |                  | 4                |
| Suíça                | 6                |                  |                  |                  | 12                  |                  |                  | 10               | 7                |                  | 3                | 5                    |                  |                  | 1                  | 4                |                  |                      |                  |                  | 2                | 8                |                  |                  |
| Sérvia e Montenegro  |                  |                  |                  |                  |                     |                  |                  |                  | 8                | 10               | 5                | 6                    |                  | 1                | 12                 | 7                |                  |                      |                  |                  | 3                | 2                |                  | 4                |
| Chipre               | 7                |                  |                  |                  | 10                  |                  |                  |                  |                  | 8                |                  |                      | 1                | 6                |                    | 12               |                  |                      | 2                |                  |                  | 4                | 3                | 5                |
| Alemanha             | 2                |                  |                  |                  | 10                  |                  |                  |                  | 5                | 6                | 1                |                      |                  |                  |                    | 7                |                  |                      | 4                |                  | 8                | 12               |                  | 3                |
| Dinamarca            |                  |                  |                  |                  | 7                   | 1                |                  |                  | 4                | 5                |                  | 8                    |                  |                  |                    | 3                | 2                |                      |                  |                  | 6                | 10               |                  | 12               |
| Estónia              |                  |                  |                  |                  | 1                   | 6                | 3                | 2                |                  | 12               |                  |                      |                  | 8                |                    | 5                |                  |                      |                  | 4                | 7                |                  |                  | 10               |
| Espanha              |                  |                  |                  | 4                | 6                   |                  |                  | 12               |                  | 8                |                  |                      |                  |                  |                    | 7                |                  |                      | 1                |                  | 3                | 2                | 10               | 5                |
| Finlândia            |                  |                  |                  |                  | 10                  |                  |                  |                  | 3                | 8                | 1                |                      |                  | 4                |                    | 6                | 2                |                      |                  |                  | 7                | 5                |                  | 12               |
| França               | 8                | 4                |                  |                  | 10                  |                  |                  | 7                | 1                | 2                |                  |                      |                  |                  |                    | 6                |                  |                      |                  |                  | 5                | 12               |                  | 3                |
| Reino Unido          |                  |                  |                  |                  | 3                   | 2                |                  | 4                | 1                | 5                |                  |                      |                  |                  |                    | 12               |                  | 7                    |                  |                  | 10               | 6                |                  | 8                |
| Grécia               | 3                | 5                |                  |                  | 8                   | 1                |                  |                  | 10               | 7                |                  |                      |                  | 2                |                    |                  |                  |                      | 4                |                  | 12               | 6                |                  |                  |
| Croácia              |                  |                  |                  |                  | 12                  | 2                |                  | 1                | 6                | 8                |                  | 10                   |                  |                  | 5                  | 7                |                  |                      |                  |                  | 4                | 3                |                  |                  |
| Irlanda              |                  |                  |                  |                  | 3                   | 6                |                  | 4                | 2                | 7                |                  |                      |                  |                  |                    | 5                |                  |                      |                  | 8                | 10               | 1                |                  | 12               |
| Israel               | 8                |                  |                  |                  | 7                   | 4                |                  |                  |                  | 12               |                  |                      |                  | 6                |                    | 10               |                  |                      |                  |                  | 3                | 2                | 1                | 5                |
| Islândia             | 1                |                  |                  |                  | 7                   |                  |                  |                  | 4                | 12               |                  |                      |                  |                  |                    | 6                |                  |                      | 3                | 2                | 10               | 5                |                  | 8                |
| Lituânia             |                  |                  |                  |                  | 2                   | 4                |                  | 1                |                  | 12               |                  |                      |                  | 8                |                    | 10               |                  |                      | 7                |                  | 5                | 3                |                  | 6                |
| Letónia              |                  |                  |                  |                  | 5                   | 6                |                  |                  | 1                | 12               |                  |                      |                  | 10               |                    | 7                |                  |                      |                  | 3                | 4                | 2                |                  | 8                |
| Mónaco               | 3                |                  |                  | 12               | 1                   |                  |                  | 7                |                  | 6                |                  | 4                    |                  |                  |                    | 10               | 5                |                      |                  |                  | 2                | 8                |                  |                  |
| Macedónia do Norte   | 1                |                  |                  |                  | 10                  | 3                |                  |                  | 12               | 8                | 5                | 4                    |                  |                  |                    | 7                |                  |                      |                  |                  |                  | 6                |                  | 2                |
| Malta                | 3                |                  |                  |                  | 6                   |                  | 2                |                  | 10               | 8                |                  |                      |                  |                  | 1                  | 12               |                  |                      |                  | 4                | 7                |                  |                  | 5                |
| Países Baixos        | 4                |                  |                  |                  | 10                  |                  |                  | 3                | 1                | 7                |                  | 2                    | 5                |                  |                    | 6                |                  |                      |                  |                  | 8                | 12               |                  |                  |
| Noruega              |                  |                  |                  |                  | 6                   |                  |                  | 1                | 3                | 7                |                  | 10                   |                  |                  |                    | 2                | 5                |                      |                  |                  | 4                | 8                |                  | 12               |
| Polónia              | 1                |                  |                  |                  | 5                   | 3                |                  | 6                |                  | 12               |                  |                      |                  |                  |                    | 7                |                  |                      |                  | 2                | 4                | 8                |                  | 10               |
| Portugal             | 12               |                  |                  | 2                | 7                   | 1                |                  | 8                |                  | 10               |                  |                      |                  |                  |                    | 6                |                  |                      |                  |                  | 3                |                  | 4                | 5                |
| Roménia              | 5                |                  |                  |                  | 8                   |                  |                  | 4                | 1                | 6                |                  |                      |                  |                  |                    | 12               |                  |                      |                  | 2                | 3                | 10               |                  | 7                |
| Rússia               |                  |                  |                  | 4                | 10                  |                  |                  |                  |                  | 12               | 5                |                      |                  |                  |                    | 7                | 2                |                      |                  | 1                | 6                | 8                |                  | 3                |
| Suécia               |                  |                  | 3                |                  | 12                  |                  |                  |                  | 7                | 10               |                  | 8                    |                  |                  |                    | 4                |                  |                      | 1                | 2                | 6                | 5                |                  |                  |
| Eslovénia            |                  |                  |                  |                  | 12                  |                  |                  | 3                | 4                | 8                | 5                | 10                   |                  |                  | 7                  | 6                |                  |                      |                  |                  | 1                |                  |                  | 2                |
| Turquia              | 2                |                  |                  |                  | 8                   |                  |                  | 5                | 6                | 12               |                  | 7                    |                  |                  | 4                  | 10               |                  |                      |                  |                  | 1                |                  |                  | 3                |
| Ucrânia              |                  |                  |                  |                  | 12                  | 1                |                  |                  |                  |                  | 7                |                      |                  | 10               | 3                  | 8                |                  |                      | 5                |                  | 4                | 6                |                  | 2                |
| Total                | 87               | 9                | 3                | 40               | 263                 | 50               | 11               | 93               | 106              | 280              | 50               | 91                   | 7                | 67               | 47                 | 252              | 16               | 7                    | 27               | 29               | 170              | 195              | 18               | 170              |
| Lugar                | 10º              | 21º              | 24º              | 15º              | 2º                  | 12º              | 20º              | 8º               | 7º               | 1º               | 12º              | 9º                   | 22º              | 11º              | 14º                | 3º               | 19º              | 22º                  | 17º              | 16º              | 5º               | 4º               | 18º              | 5º               |
| Países Votantes      | Espanha          | Áustria          | Noruega          | França           | Sérvia e Montenegro | Malta            | Países Baixos    | Alemanha         | Albânia          | Ucrânia          | Croácia          | Bósnia e Herzegovina | Bélgica          | Rússia           | Macedónia do Norte | Grécia           | Islândia         | República da Irlanda | Polónia          | Reino Unido      | Chipre           | Turquia          | Roménia          | Suécia           |
| Países Votantes      | Países Pontuados |                  |                  |                  |                     |                  |                  |                  |                  |                  |                  |                      |                  |                  |                    |                  |                  |                      |                  |                  |                  |                  |                  |                  |

| Países Votantes      | Países Pontuados | Países Pontuados | Países Pontuados | Países Pontuados | Países Pontuados    | Países Pontuados | Países Pontuados | Países Pontuados | Países Pontuados | Países Pontuados | Países Pontuados | Países Pontuados     | Países Pontuados | Países Pontuados | Países Pontuados   | Países Pontuados | Países Pontuados | Países Pontuados     | Países Pontuados | Países Pontuados | Países Pontuados | Países Pontuados | Países Pontuados | Países Pontuados |
| -------------------- | ---------------- | ---------------- | ---------------- | ---------------- | ------------------- | ---------------- | ---------------- | ---------------- | ---------------- | ---------------- | ---------------- | -------------------- | ---------------- | ---------------- | ------------------ | ---------------- | ---------------- | -------------------- | ---------------- | ---------------- | ---------------- | ---------------- | ---------------- | ---------------- |
| Países Votantes      | Espanha          | Áustria          | Noruega          | França           | Sérvia e Montenegro | Malta            | Países Baixos    | Alemanha         | Albânia          | Ucrânia          | Croácia          | Bósnia e Herzegovina | Bélgica          | Rússia           | Macedónia do Norte | Grécia           | Islândia         | República da Irlanda | Polónia          | Reino Unido      | Chipre           | Turquia          | Roménia          | Suécia           |
| Andorra              | 12               | 0                | 0                | 7                | 2                   | 6                | 0                | 0                | 0                | 10               | 0                | 0                    | 1                | 0                | 0                  | 8                | 0                | 0                    | 0                | 0                | 4                | 3                | 0                | 5                |
| Albânia              | 12               | 0                | 0                | 8                | 9                   | 9                | 0                | 2                | 0                | 15               | 0                | 10                   | 1                | 0                | 6                  | 20               | 0                | 0                    | 0                | 0                | 4                | 11               | 0                | 9                |
| Áustria              | 12               | 0                | 0                | 8                | 21                  | 9                | 0                | 12               | 5                | 19               | 3                | 17                   | 1                | 0                | 6                  | 22               | 0                | 0                    | 0                | 0                | 10               | 19               | 0                | 10               |
| Bósnia e Herzegovina | 12               | 0                | 0                | 8                | 33                  | 10               | 0                | 15               | 9                | 25               | 13               | 17                   | 1                | 0                | 14                 | 27               | 0                | 0                    | 0                | 0                | 10               | 26               | 0                | 12               |
| Bélgica              | 19               | 0                | 0                | 18               | 36                  | 10               | 6                | 15               | 10               | 30               | 13               | 17                   | 1                | 0                | 14                 | 35               | 0                | 0                    | 0                | 0                | 14               | 38               | 0                | 14               |
| Bielorrússia         | 21               | 0                | 0                | 18               | 43                  | 10               | 6                | 15               | 10               | 40               | 18               | 17                   | 1                | 12               | 14                 | 41               | 0                | 0                    | 0                | 1                | 22               | 41               | 0                | 18               |
| Suíça                | 27               | 0                | 0                | 18               | 55                  | 10               | 6                | 25               | 17               | 40               | 21               | 22                   | 1                | 12               | 15                 | 45               | 0                | 0                    | 0                | 1                | 24               | 49               | 0                | 18               |
| Sérvia e Montenegro  | 27               | 0                | 0                | 18               | 55                  | 10               | 6                | 25               | 25               | 50               | 26               | 28                   | 1                | 13               | 27                 | 52               | 0                | 0                    | 0                | 1                | 27               | 51               | 0                | 22               |
| Chipre               | 34               | 0                | 0                | 18               | 65                  | 10               | 6                | 25               | 25               | 58               | 26               | 28                   | 2                | 19               | 27                 | 64               | 0                | 0                    | 2                | 1                | 27               | 55               | 3                | 27               |
| Alemanha             | 36               | 0                | 0                | 18               | 75                  | 10               | 6                | 25               | 30               | 64               | 27               | 28                   | 2                | 19               | 27                 | 71               | 0                | 0                    | 6                | 1                | 35               | 67               | 3                | 30               |
| Dinamarca            | 36               | 0                | 0                | 18               | 82                  | 11               | 6                | 25               | 34               | 69               | 27               | 36                   | 2                | 19               | 27                 | 74               | 2                | 0                    | 6                | 1                | 41               | 77               | 3                | 42               |
| Estónia              | 36               | 0                | 0                | 18               | 83                  | 17               | 9                | 27               | 34               | 81               | 27               | 36                   | 2                | 27               | 27                 | 79               | 2                | 0                    | 6                | 5                | 48               | 77               | 3                | 52               |
| Espanha              | 36               | 0                | 0                | 22               | 89                  | 17               | 9                | 39               | 34               | 89               | 27               | 36                   | 2                | 27               | 27                 | 86               | 2                | 0                    | 7                | 5                | 51               | 79               | 13               | 57               |
| Finlândia            | 36               | 0                | 0                | 22               | 99                  | 17               | 9                | 39               | 37               | 97               | 28               | 17                   | 2                | 31               | 27                 | 92               | 4                | 0                    | 7                | 5                | 58               | 84               | 13               | 69               |
| França               | 44               | 4                | 0                | 22               | 109                 | 17               | 9                | 46               | 38               | 99               | 28               | 36                   | 2                | 31               | 27                 | 98               | 4                | 0                    | 7                | 5                | 63               | 96               | 13               | 72               |
| Reino Unido          | 44               | 4                | 0                | 22               | 112                 | 19               | 9                | 50               | 39               | 104              | 28               | 36                   | 2                | 31               | 27                 | 110              | 4                | 7                    | 7                | 5                | 73               | 102              | 13               | 80               |
| Grécia               | 47               | 9                | 0                | 22               | 120                 | 20               | 9                | 50               | 49               | 111              | 28               | 36                   | 2                | 33               | 27                 | 110              | 4                | 7                    | 11               | 5                | 85               | 108              | 13               | 80               |
| Croácia              | 47               | 9                | 0                | 22               | 132                 | 22               | 9                | 51               | 55               | 119              | 28               | 46                   | 2                | 33               | 32                 | 117              | 4                | 7                    | 11               | 5                | 89               | 111              | 13               | 80               |
| Irlanda              | 47               | 9                | 0                | 22               | 135                 | 28               | 9                | 55               | 57               | 126              | 28               | 46                   | 2                | 33               | 32                 | 122              | 4                | 7                    | 11               | 12               | 99               | 112              | 13               | 92               |
| Israel               | 55               | 9                | 0                | 22               | 142                 | 32               | 9                | 55               | 57               | 138              | 28               | 46                   | 2                | 39               | 32                 | 132              | 4                | 7                    | 11               | 12               | 102              | 124              | 14               | 97               |
| Islândia             | 56               | 9                | 0                | 22               | 149                 | 32               | 9                | 55               | 61               | 150              | 28               | 46                   | 2                | 39               | 32                 | 138              | 4                | 7                    | 14               | 15               | 112              | 129              | 14               | 105              |
| Lituânia             | 56               | 9                | 0                | 22               | 151                 | 36               | 9                | 56               | 61               | 162              | 28               | 46                   | 2                | 47               | 32                 | 148              | 4                | 7                    | 21               | 15               | 117              | 123              | 14               | 111              |
| Letónia              | 56               | 9                | 0                | 22               | 156                 | 42               | 9                | 56               | 62               | 174              | 28               | 46                   | 2                | 57               | 32                 | 155              | 4                | 7                    | 21               | 18               | 121              | 125              | 14               | 119              |
| Mónaco               | 36               | 9                | 0                | 34               | 157                 | 42               | 9                | 63               | 62               | 180              | 28               | 50                   | 2                | 57               | 32                 | 165              | 9                | 7                    | 21               | 18               | 123              | 132              | 14               | 119              |
| Macedónia do Norte   | 60               | 9                | 0                | 34               | 167                 | 45               | 9                | 63               | 74               | 188              | 33               | 54                   | 2                | 57               | 32                 | 172              | 9                | 7                    | 21               | 18               | 123              | 138              | 14               | 121              |
| Malta                | 63               | 9                | 0                | 34               | 173                 | 45               | 11               | 63               | 84               | 196              | 33               | 54                   | 2                | 57               | 33                 | 184              | 9                | 7                    | 21               | 22               | 130              | 138              | 14               | 126              |
| Países Baixos        | 67               | 9                | 0                | 34               | 183                 | 45               | 11               | 66               | 85               | 203              | 33               | 56                   | 7                | 57               | 33                 | 190              | 9                | 7                    | 21               | 22               | 138              | 150              | 14               | 126              |
| Noruega              | 67               | 9                | 0                | 34               | 189                 | 45               | 11               | 67               | 88               | 210              | 33               | 66                   | 7                | 57               | 33                 | 192              | 14               | 7                    | 21               | 22               | 142              | 158              | 14               | 138              |
| Polónia              | 68               | 9                | 0                | 34               | 194                 | 48               | 11               | 73               | 88               | 222              | 33               | 66                   | 7                | 57               | 33                 | 199              | 14               | 7                    | 21               | 24               | 146              | 166              | 14               | 148              |
| Portugal             | 80               | 9                | 0                | 36               | 201                 | 49               | 11               | 81               | 88               | 232              | 33               | 66                   | 7                | 57               | 33                 | 205              | 14               | 7                    | 21               | 24               | 149              | 166              | 18               | 153              |
| Roménia              | 85               | 9                | 0                | 36               | 209                 | 49               | 11               | 85               | 89               | 238              | 33               | 66                   | 7                | 57               | 33                 | 217              | 14               | 7                    | 21               | 26               | 152              | 176              | 18               | 160              |
| Rússia               | 85               | 9                | 0                | 40               | 219                 | 49               | 11               | 85               | 89               | 250              | 38               | 66                   | 7                | 57               | 33                 | 224              | 16               | 7                    | 21               | 27               | 158              | 184              | 18               | 163              |
| Suécia               | 85               | 9                | 3                | 40               | 231                 | 49               | 11               | 85               | 96               | 260              | 38               | 74                   | 7                | 57               | 33                 | 228              | 16               | 7                    | 22               | 29               | 164              | 189              | 18               | 163              |
| Eslovénia            | 85               | 9                | 3                | 40               | 243                 | 49               | 11               | 88               | 100              | 268              | 43               | 84                   | 7                | 57               | 40                 | 234              | 16               | 7                    | 22               | 29               | 165              | 189              | 18               | 165              |
| Turquia              | 87               | 9                | 3                | 40               | 251                 | 49               | 11               | 93               | 106              | 280              | 43               | 91                   | 7                | 57               | 44                 | 244              | 16               | 7                    | 22               | 29               | 166              | 189              | 18               | 168              |
| Ucrânia              | 87               | 9                | 3                | 40               | 263                 | 50               | 11               | 93               | 106              | 280              | 50               | 91                   | 7                | 67               | 47                 | 252              | 16               | 7                    | 27               | 29               | 170              | 195              | 18               | 170              |
| Lugar                | 10º              | 21º              | 24º              | 15º              | 2º                  | 12º              | 20º              | 8º               | 7º               | 1º               | 12º              | 9º                   | 22º              | 11º              | 14º                | 3º               | 19º              | 22º                  | 17º              | 16º              | 5º               | 4º               | 18º              | 5º               |
| Países Votantes      | Espanha          | Áustria          | Noruega          | França           | Sérvia e Montenegro | Malta            | Países Baixos    | Alemanha         | Albânia          | Ucrânia          | Croácia          | Bósnia e Herzegovina | Bélgica          | Rússia           | Macedónia do Norte | Grécia           | Islândia         | República da Irlanda | Polónia          | Reino Unido      | Chipre           | Turquia          | Roménia          | Suécia           |
| Países Votantes      | Países Pontuados |                  |                  |                  |                     |                  |                  |                  |                  |                  |                  |                      |                  |                  |                    |                  |                  |                      |                  |                  |                  |                  |                  |                  |

##### 12 pontos
Os países que receberam 12 pontos foram os seguintes:
| # | Países Pontuados    | Países Votantes                                                           |
| - | ------------------- | ------------------------------------------------------------------------- |
| 8 | Ucrânia             | Estónia, Israel, Islândia, Letónia, Lituânia, Polónia, Rússia, Turquia    |
| 7 | Sérvia e Montenegro | Áustria, Bósnia e Herzegovina, Croácia, Eslovénia, Suécia, Suíça, Ucrânia |
| 5 | Grécia              | Albânia, Chipre, Malta, Roménia, Reino Unido                              |
| 4 | Suécia              | Dinamarca, Finlândia, Irlanda, Noruega                                    |
| 4 | Turquia             | Alemanha, Bélgica, França, Países Baixos                                  |
| 2 | Espanha             | Andorra, Portugal                                                         |
| 1 | Albânia             | Macedónia                                                                 |
| 1 | Alemanha            | Espanha                                                                   |
| 1 | Chipre              | Grécia                                                                    |
| 1 | França              | Mónaco                                                                    |
| 1 | Macedónia do Norte  | Sérvia e Montenegro                                                       |
| 1 | Rússia              | Bielorrússia                                                              |

### Galeria

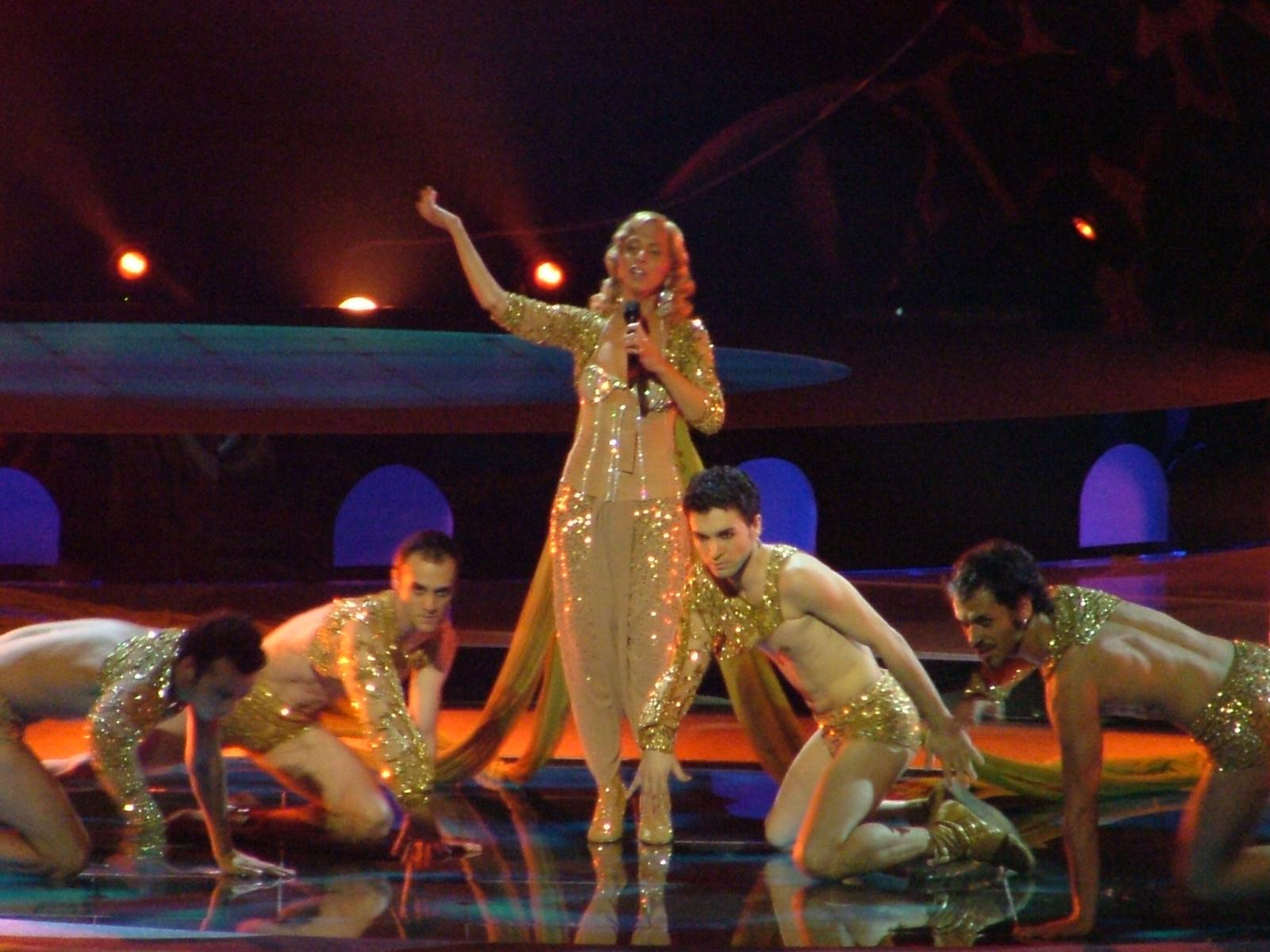
Sertab Erener
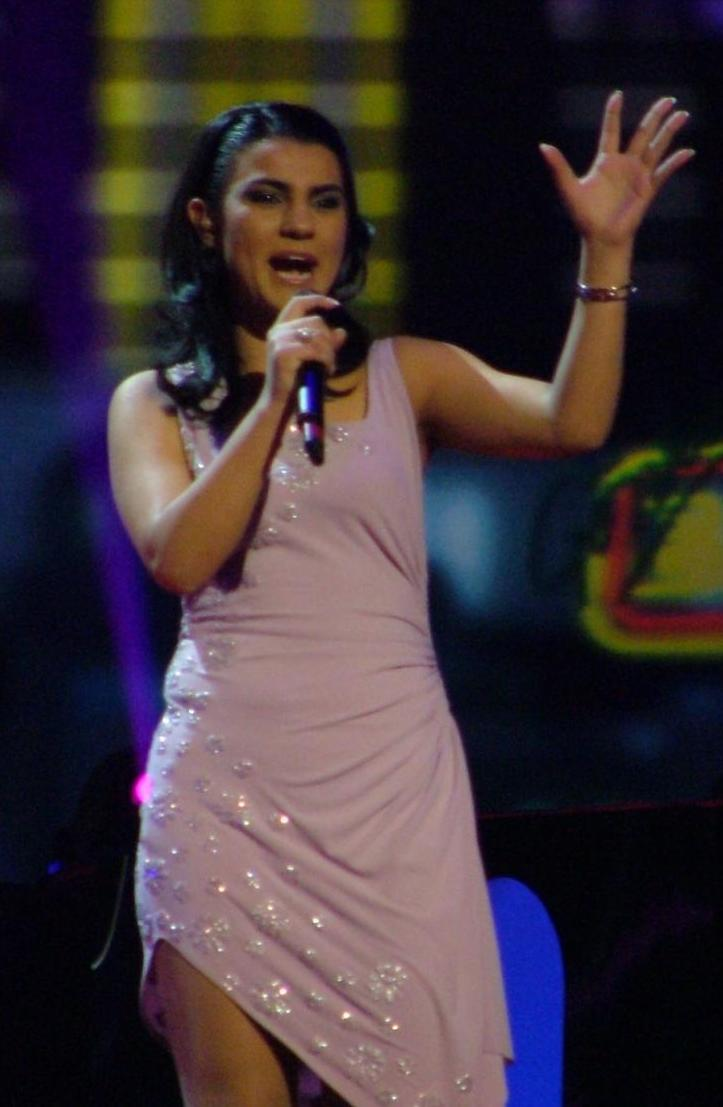
Anjeza Shahini
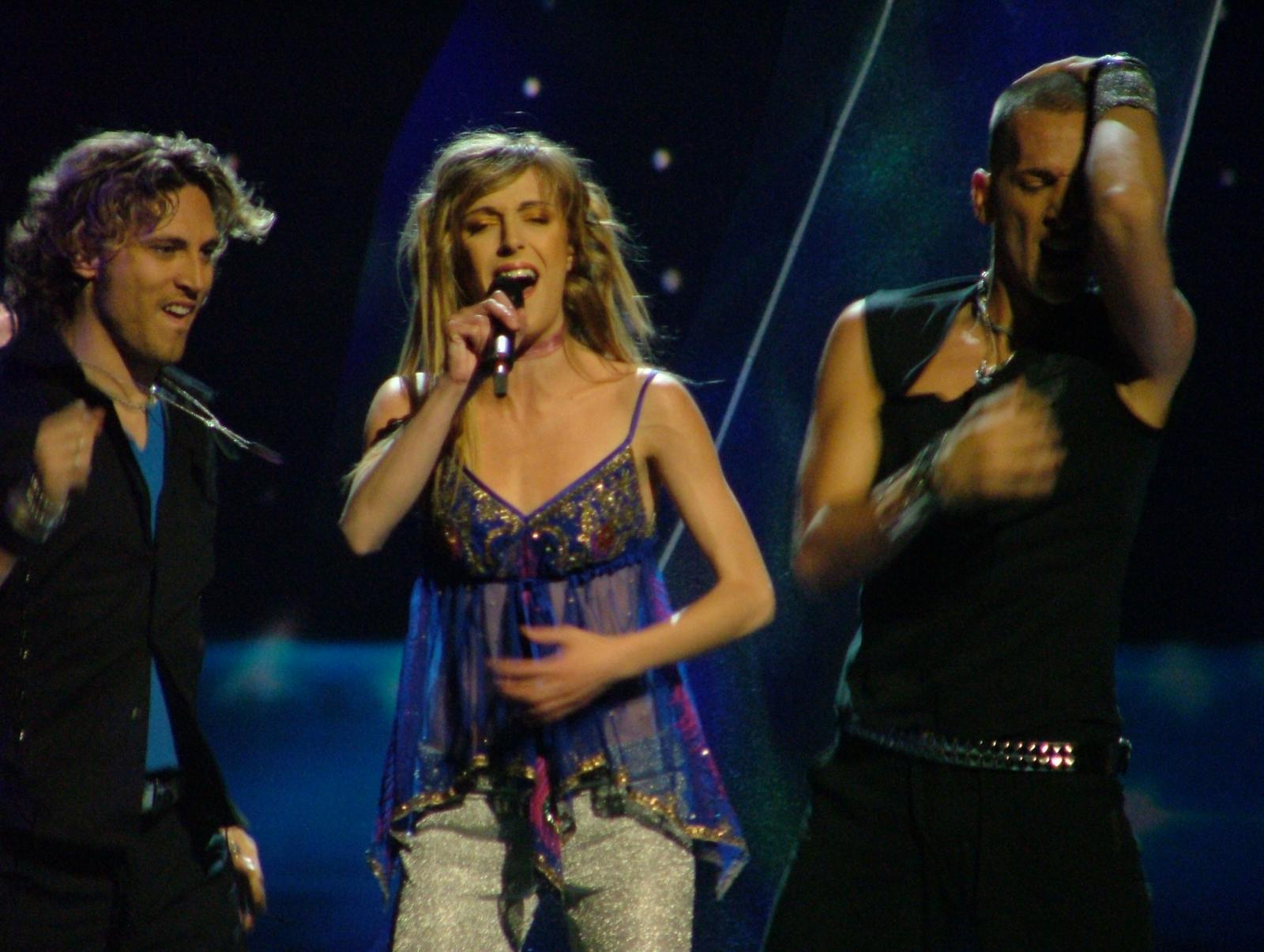
Marta Roure
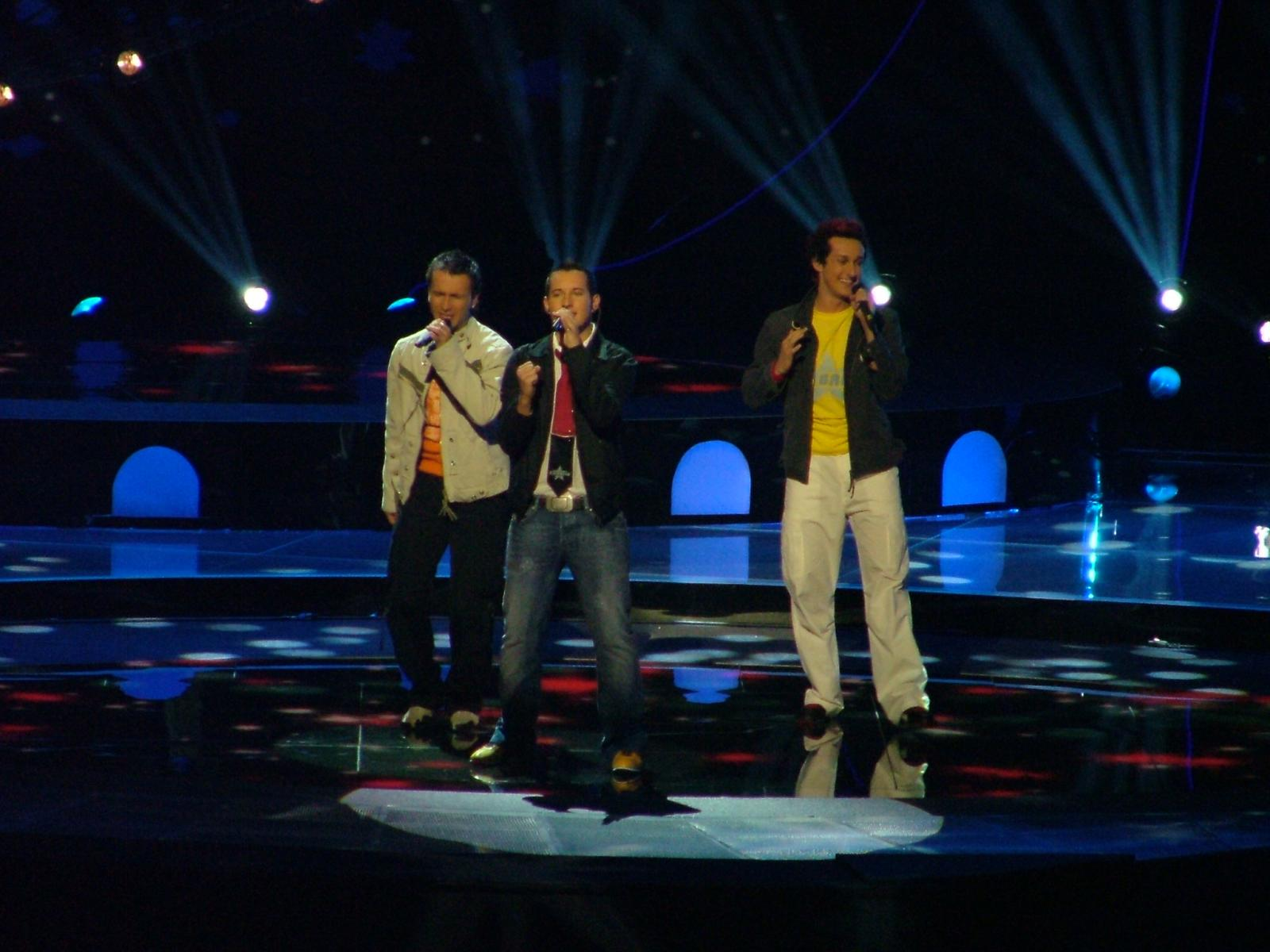
Tie Break
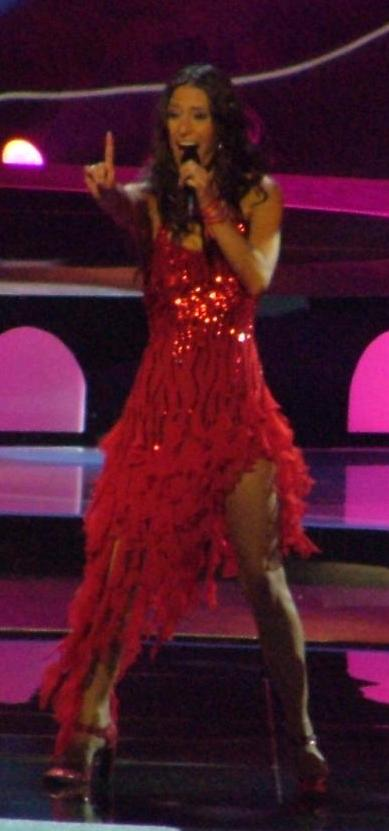
Xandee
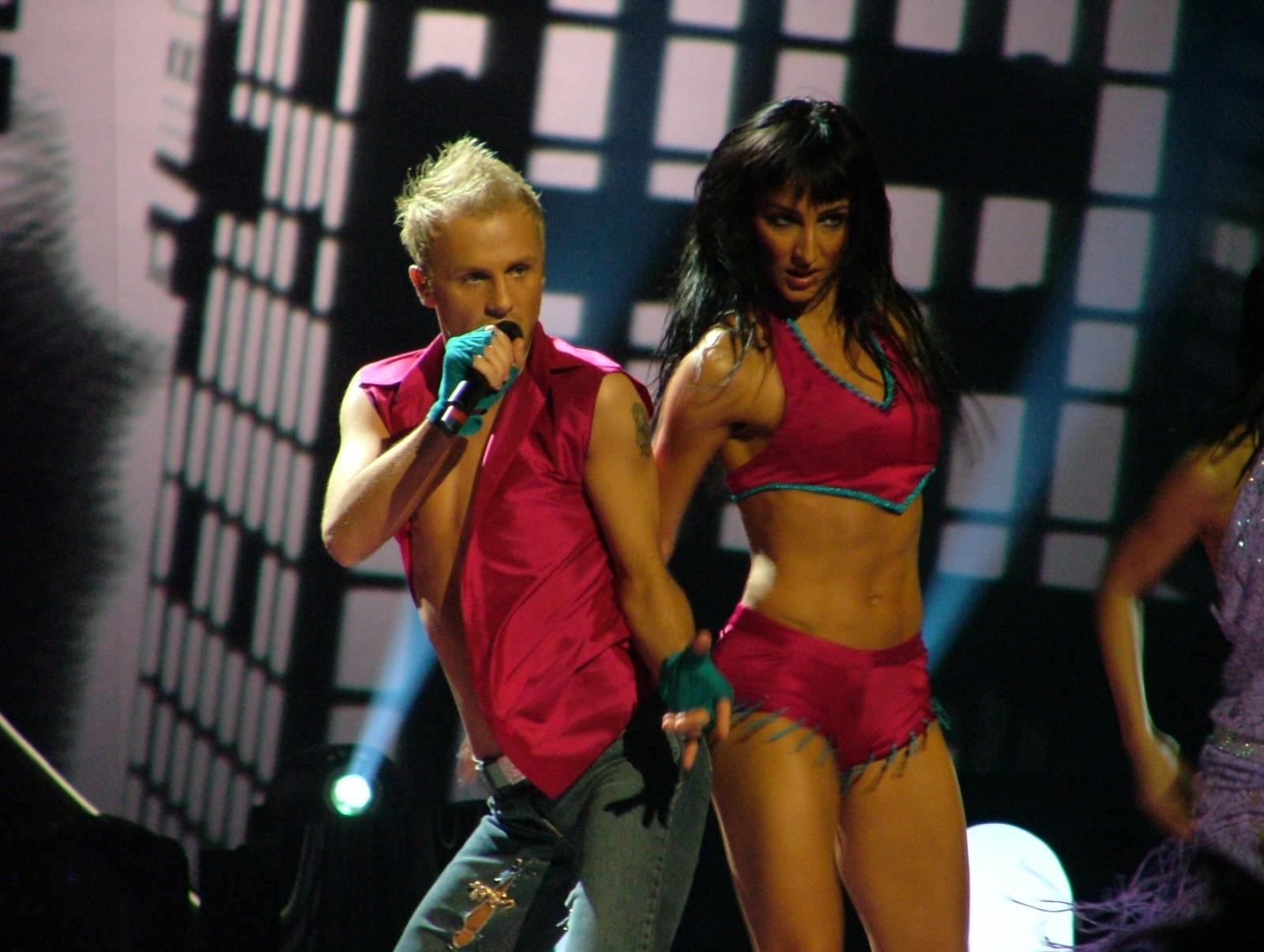
Deen
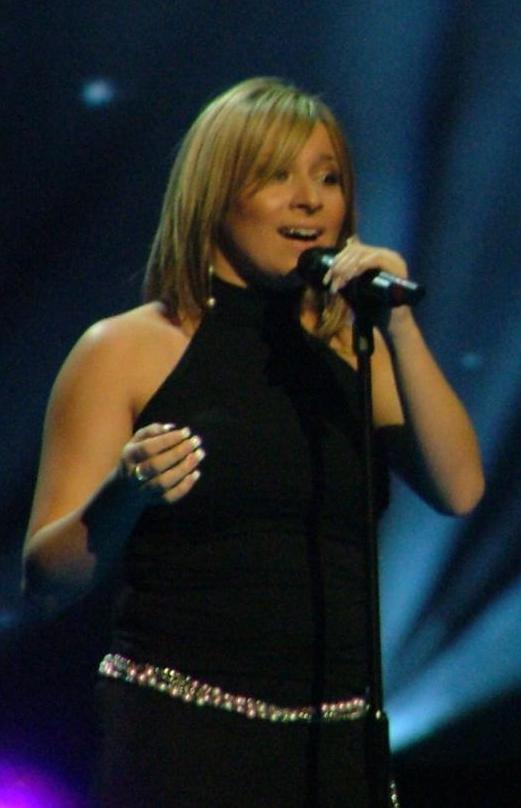
Lisa Andreas
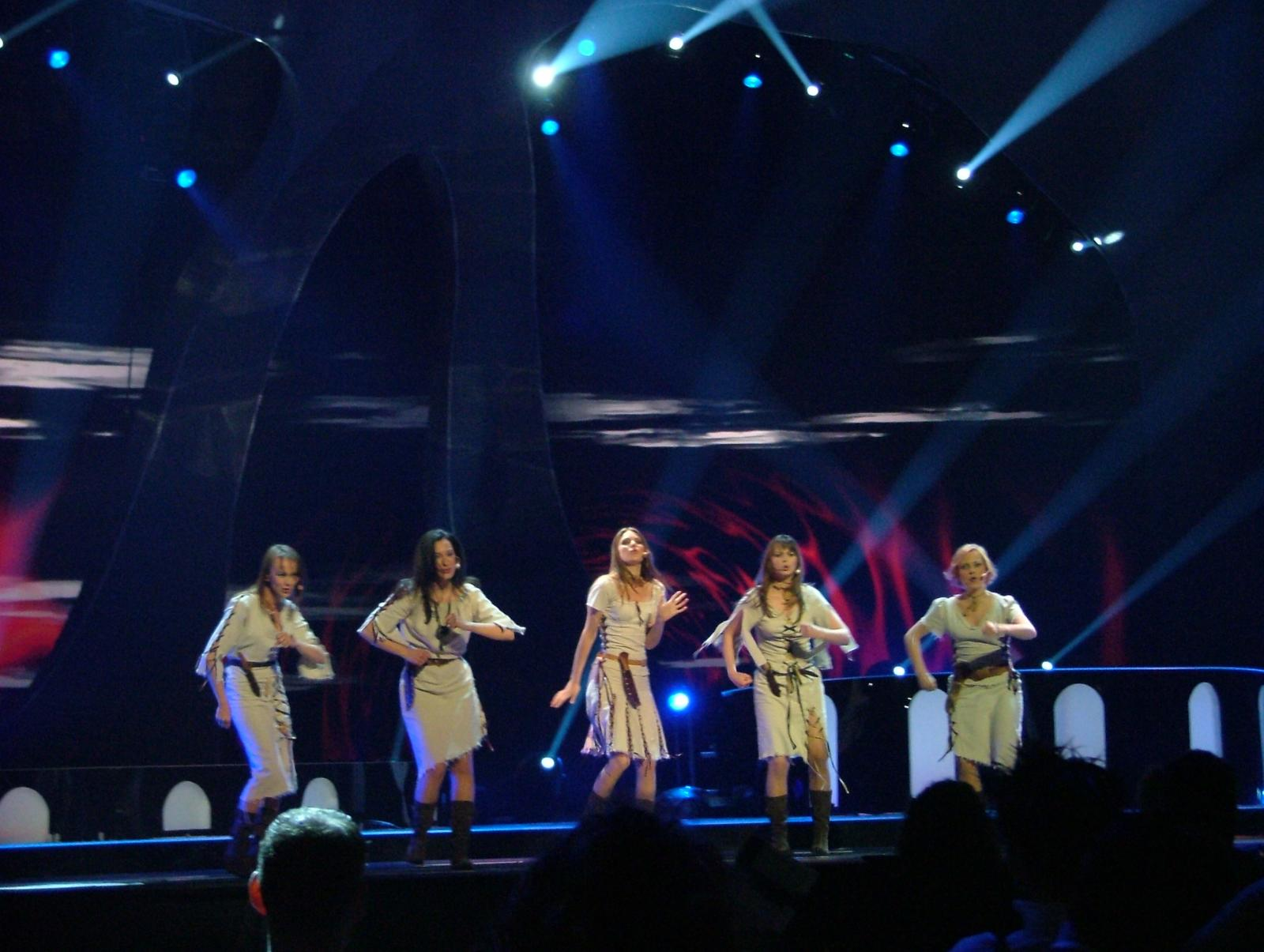
Neiokõsõ
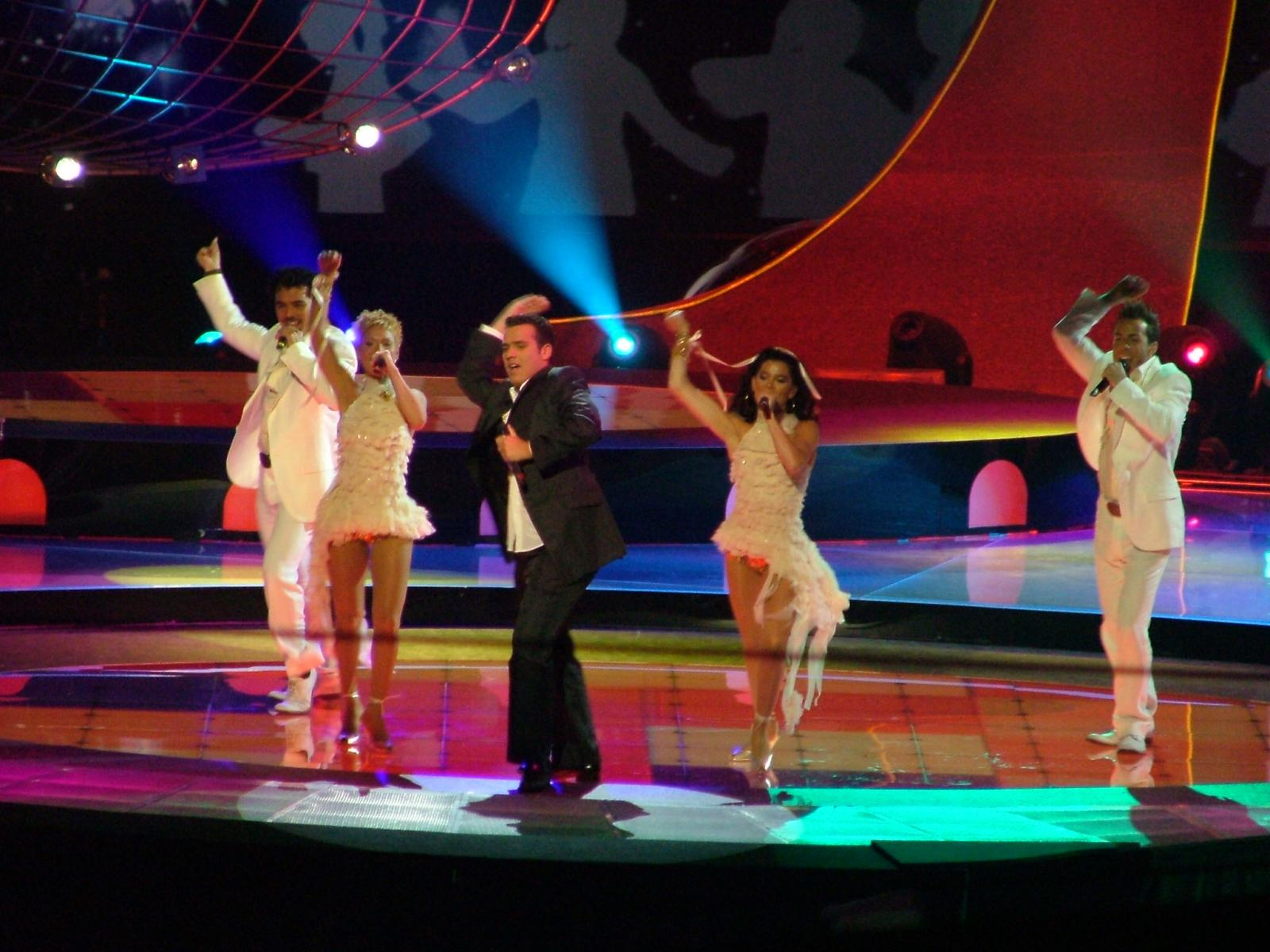
Ramón
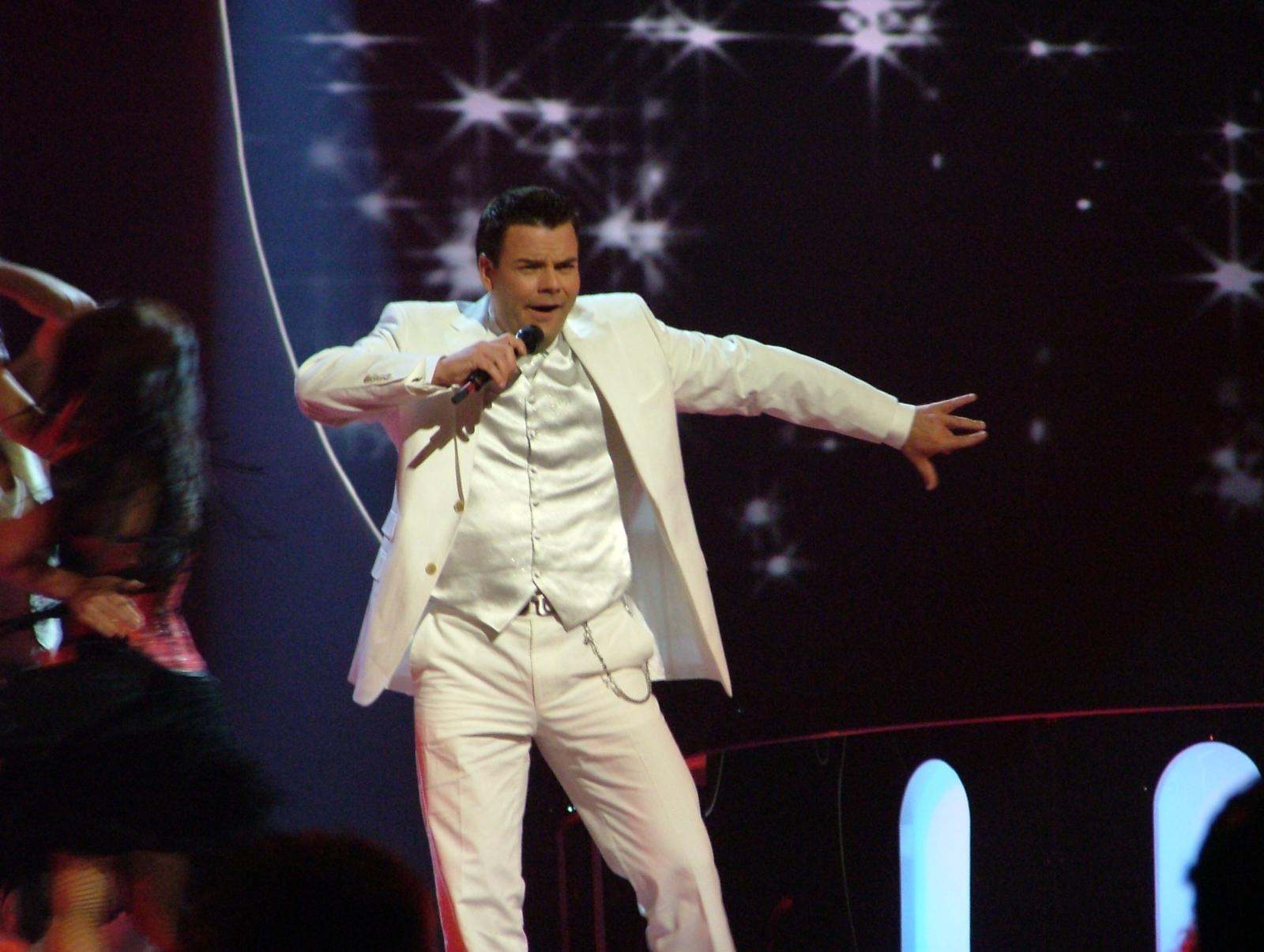
Jari Sillanpää
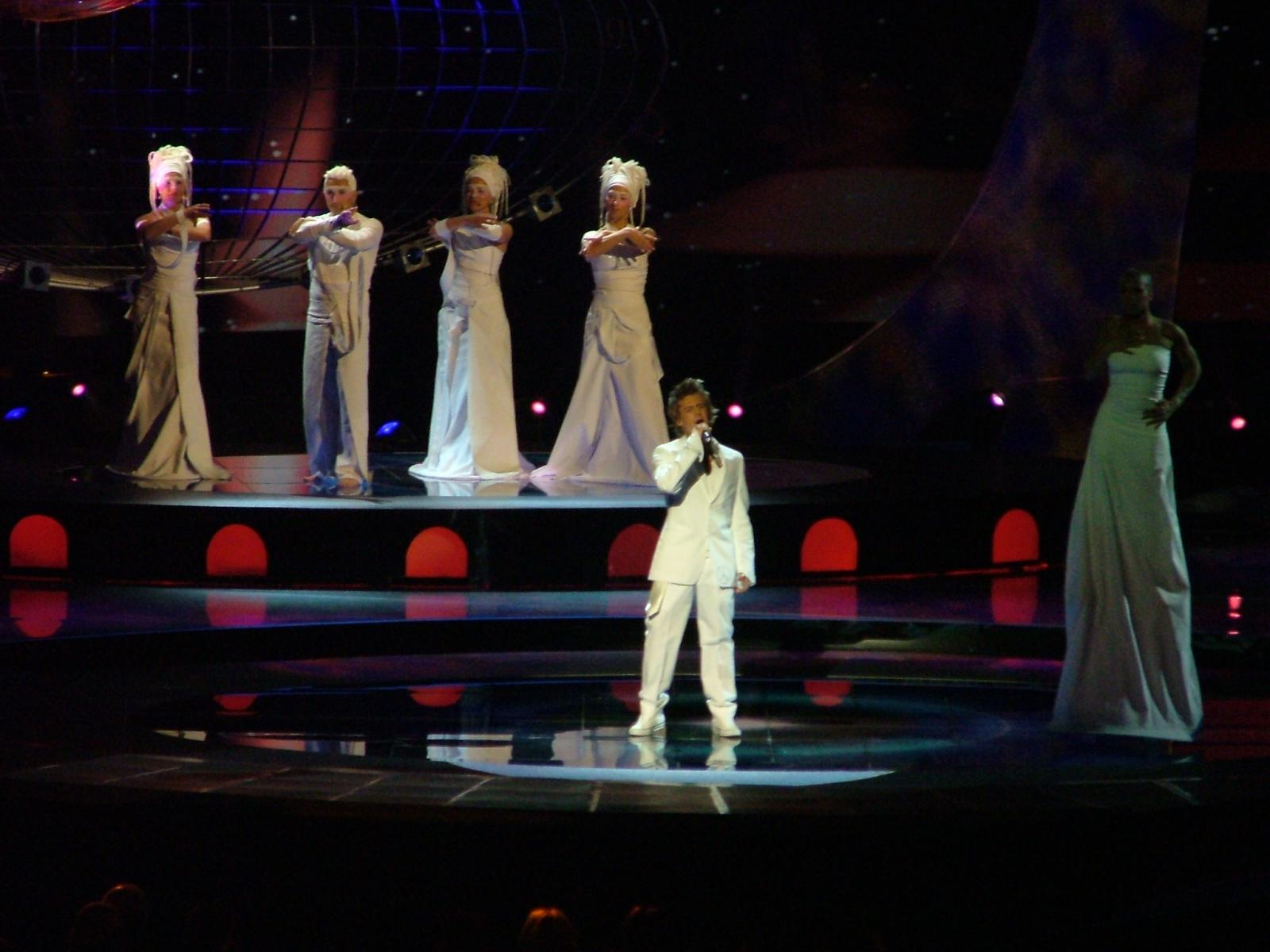
Jonatan Cerrada
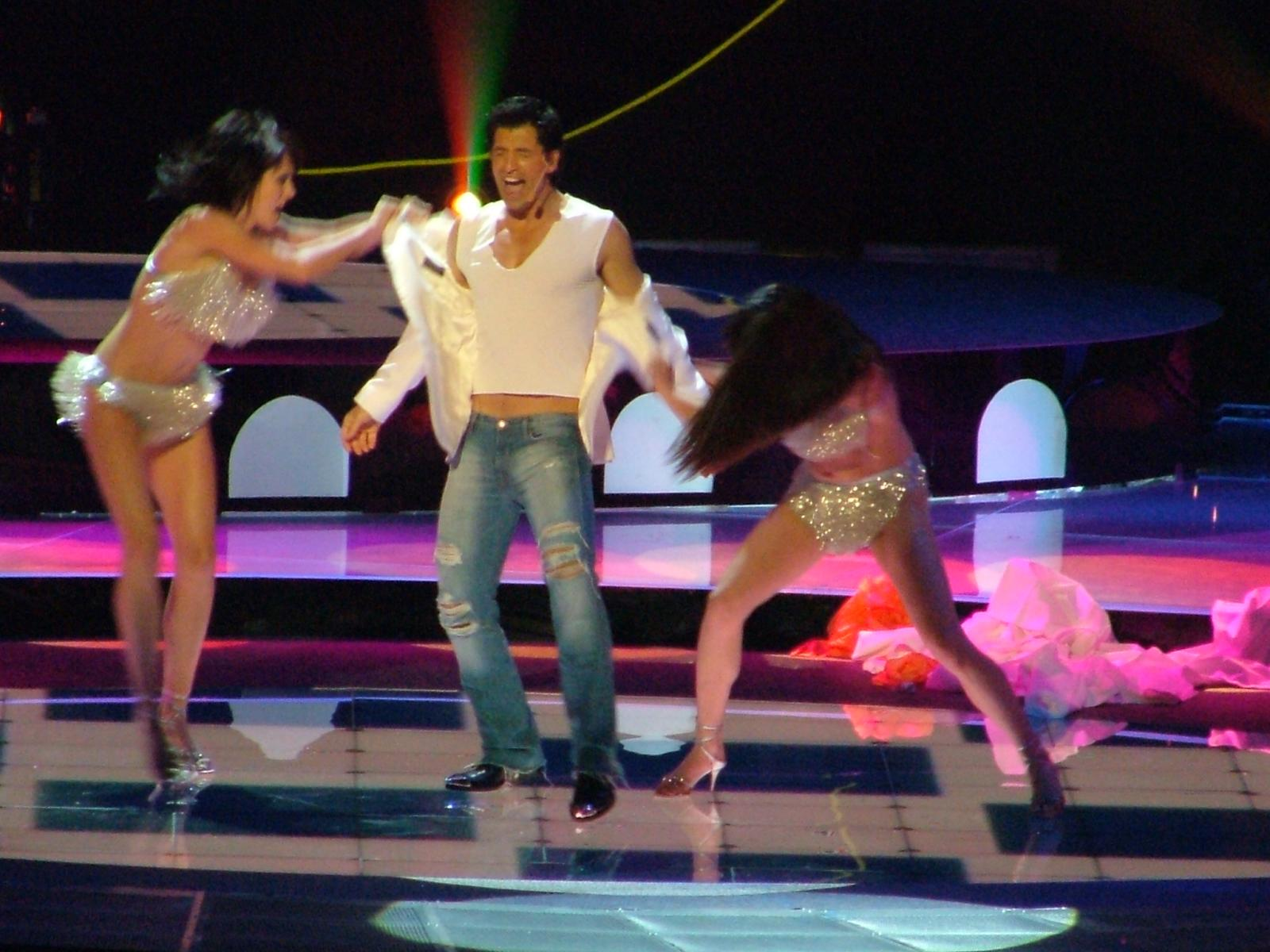
Sakis Rouvas
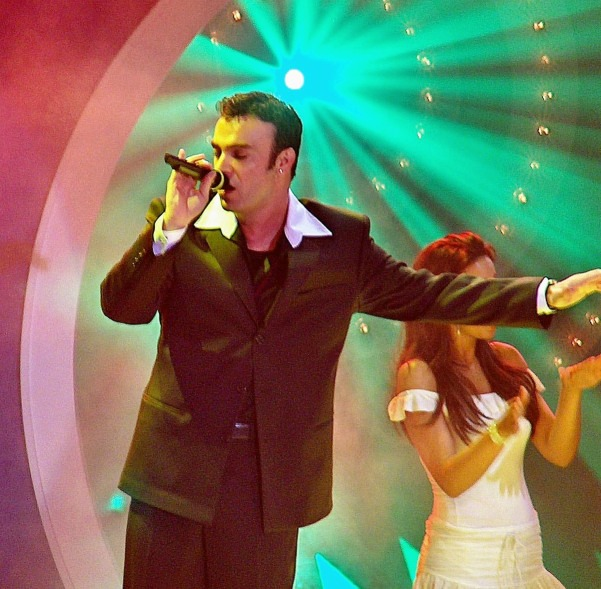
David D'Or
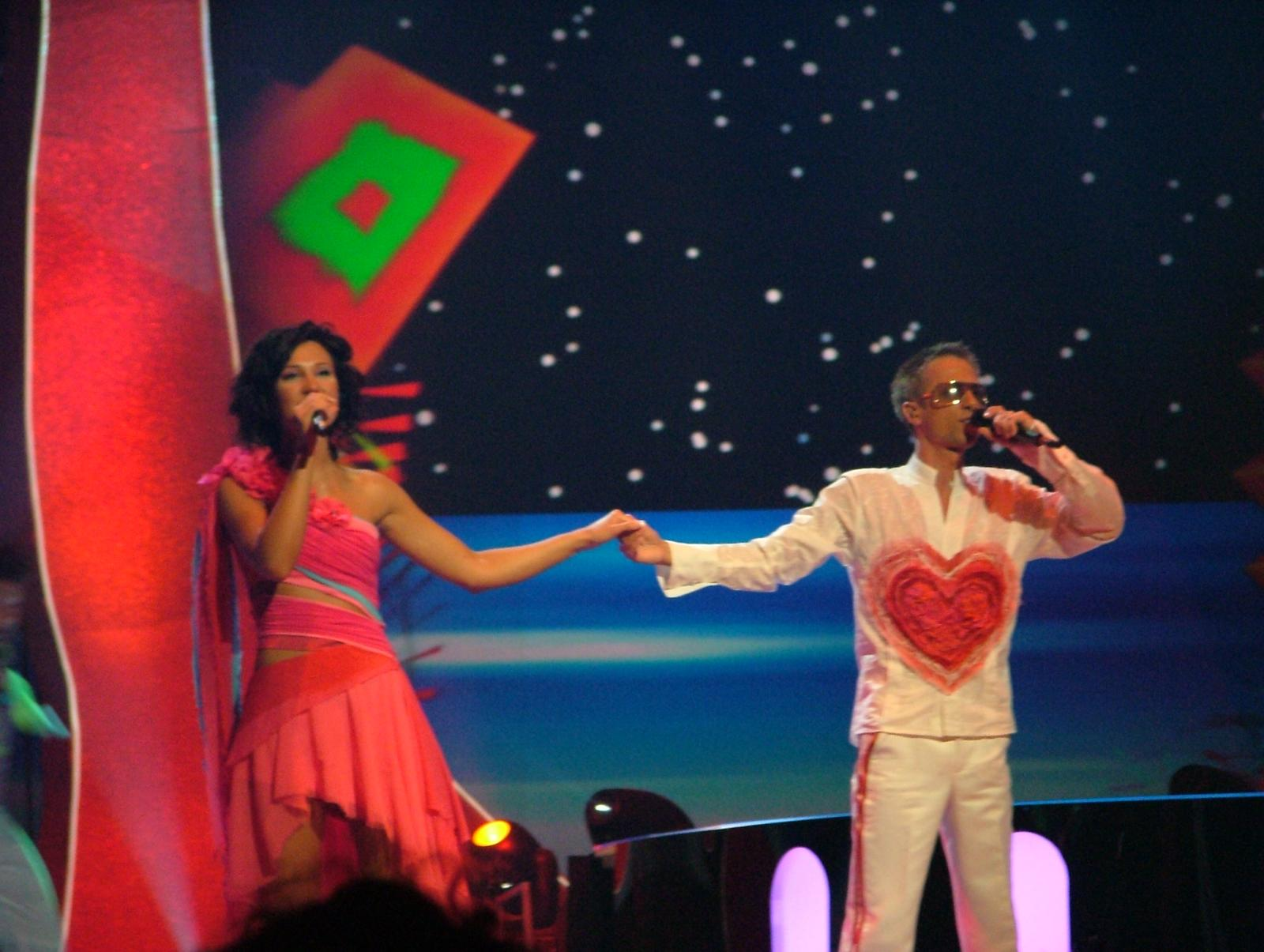
Linas & Simona
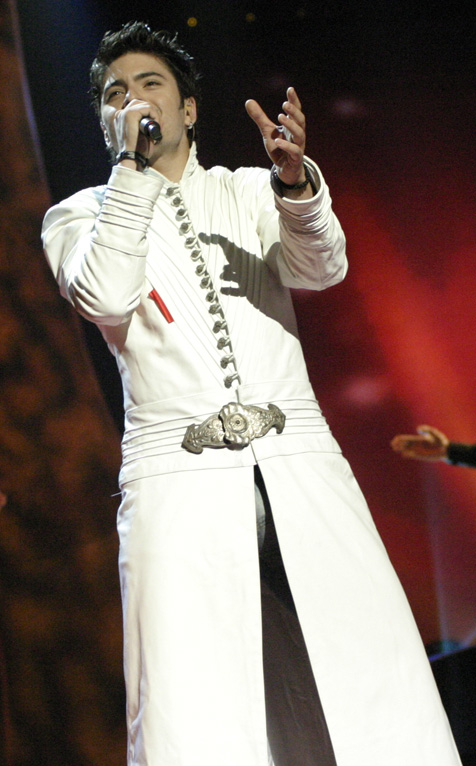
Toše Proeski
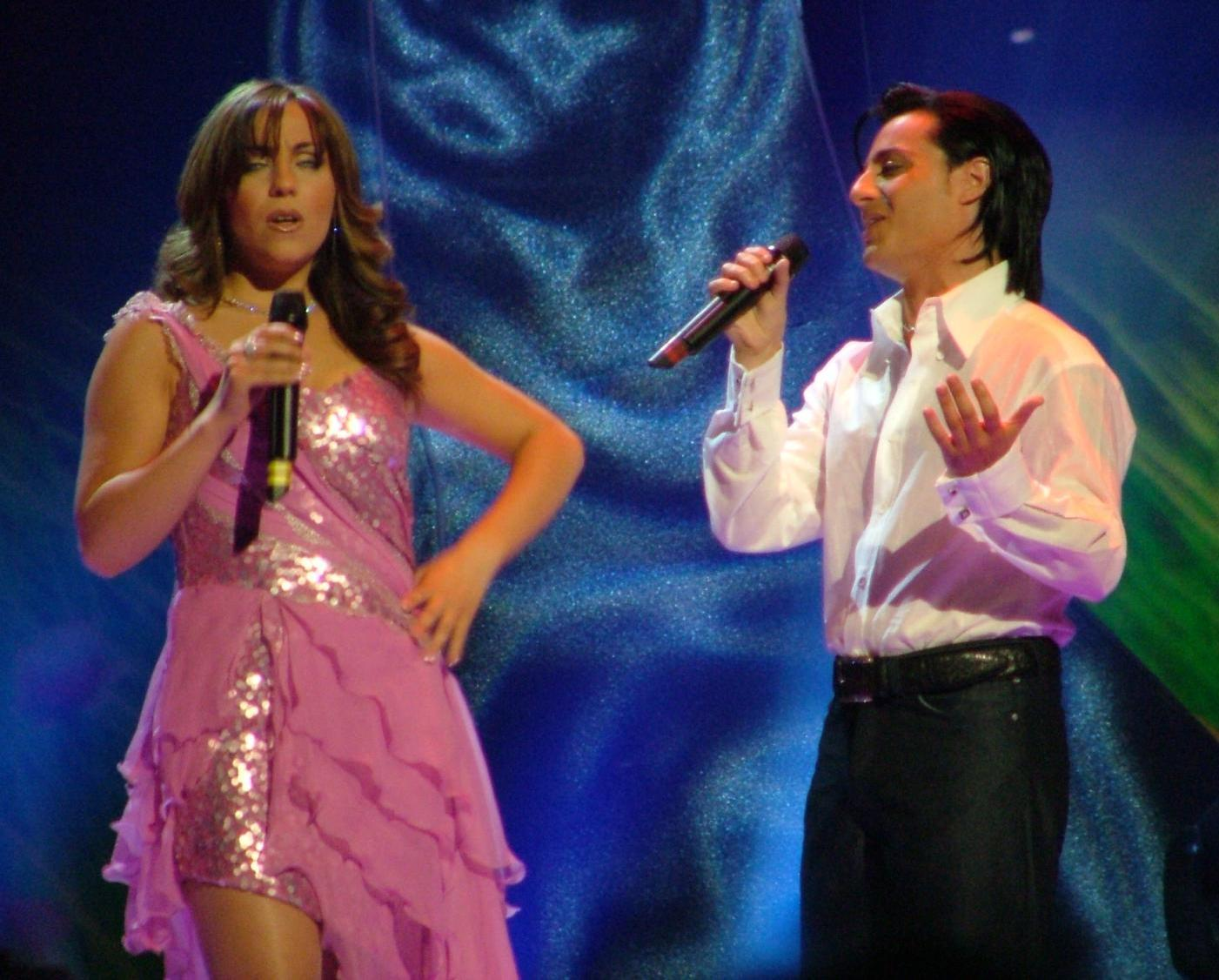
Julie & Ludwig
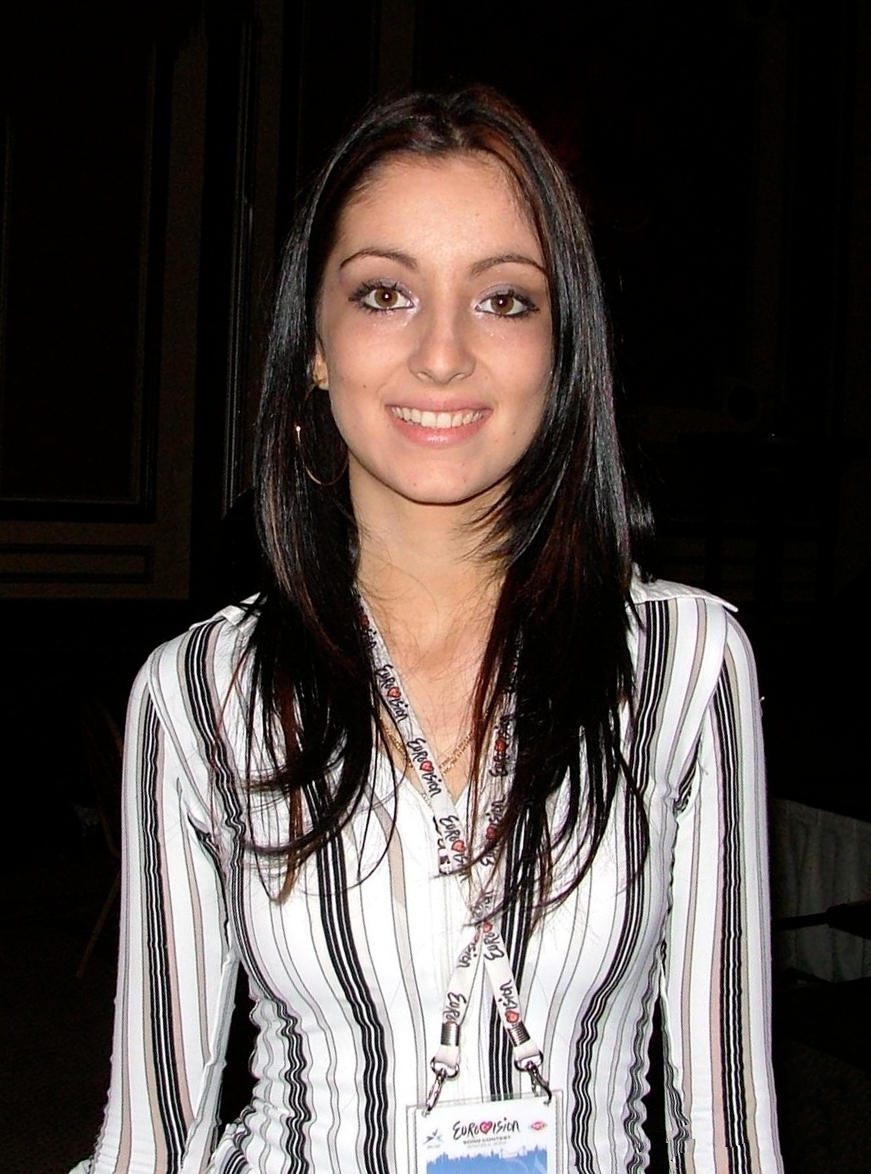
Märyon
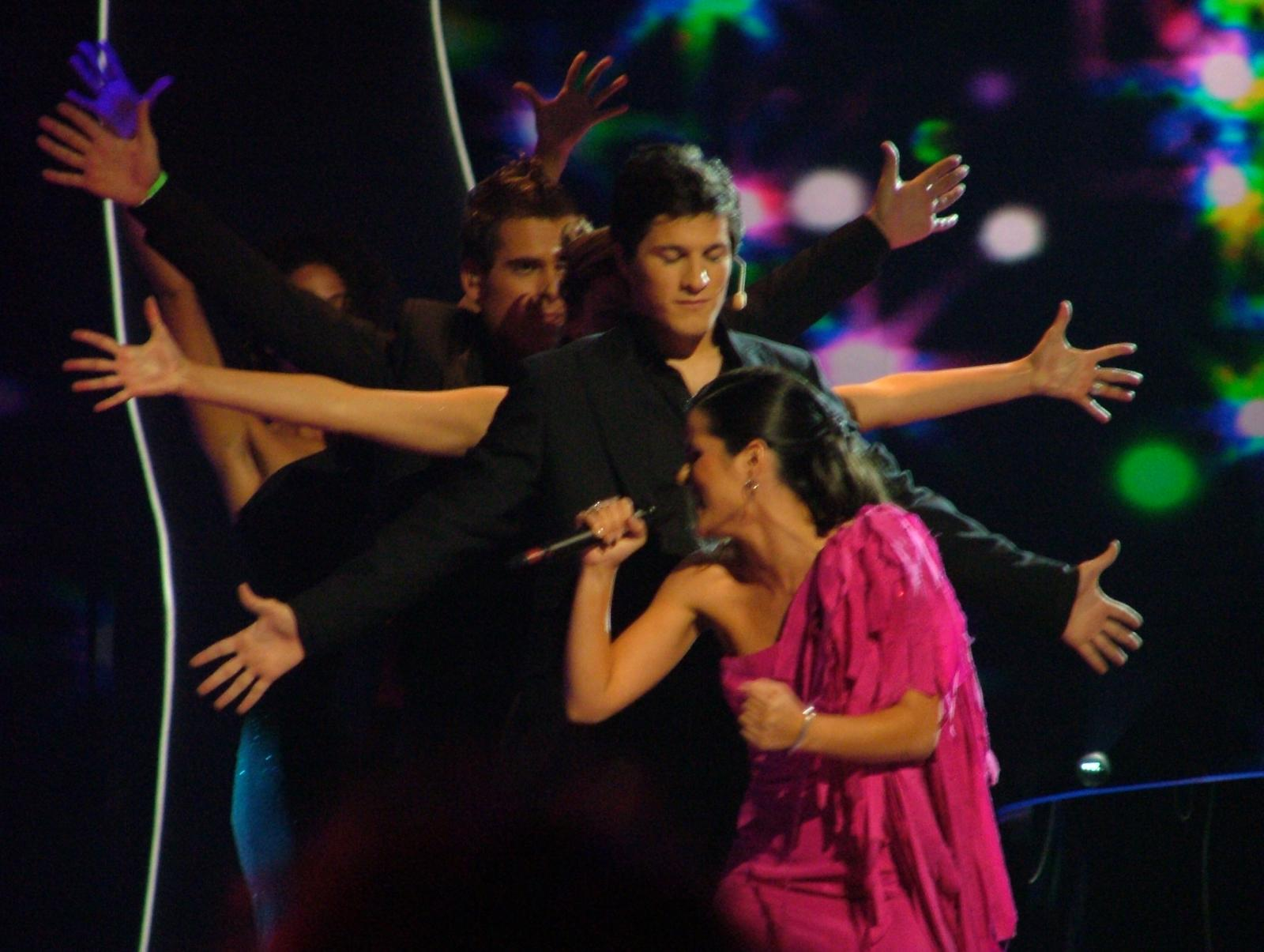
Sofia Vitória
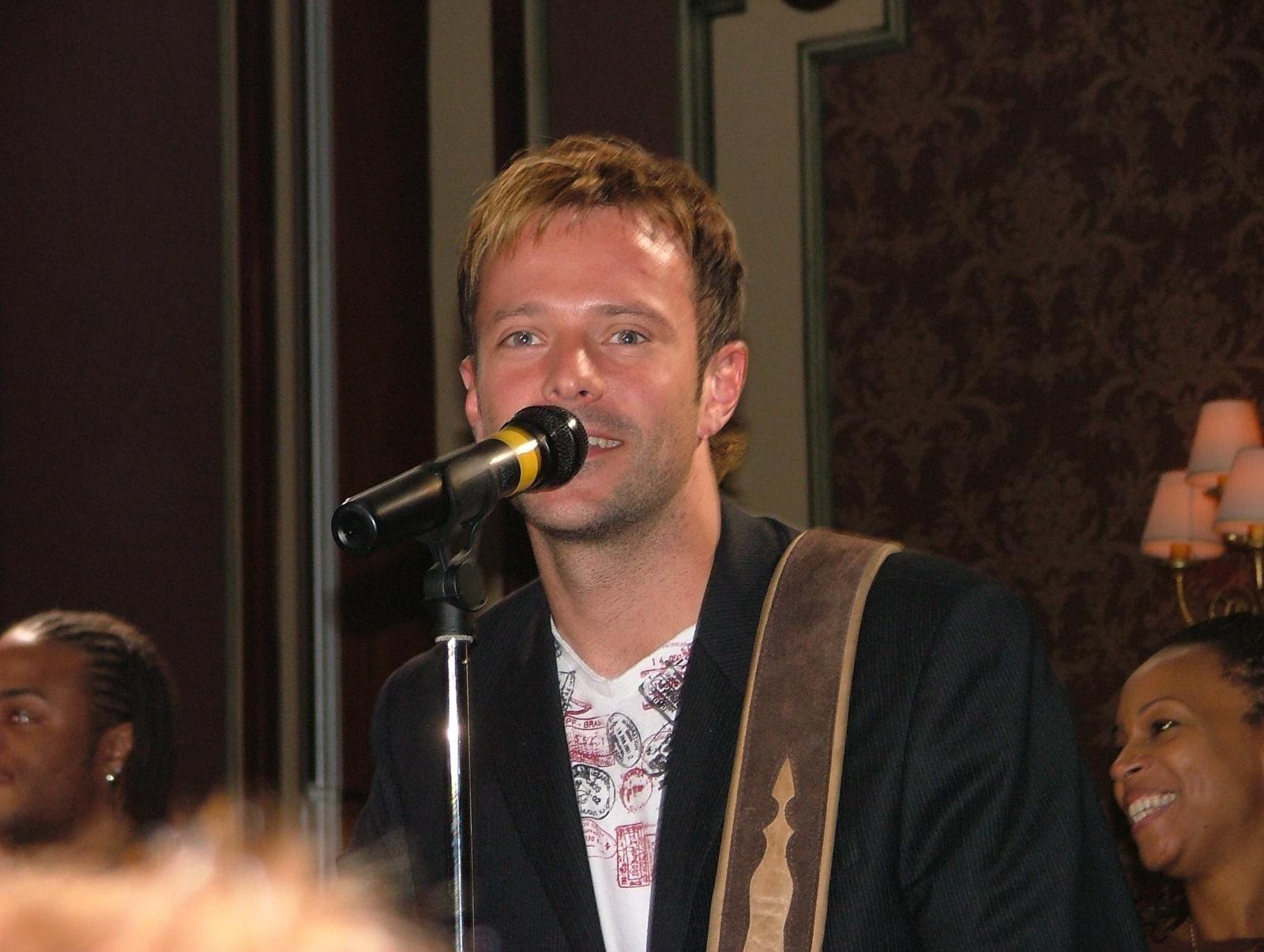
James Fox
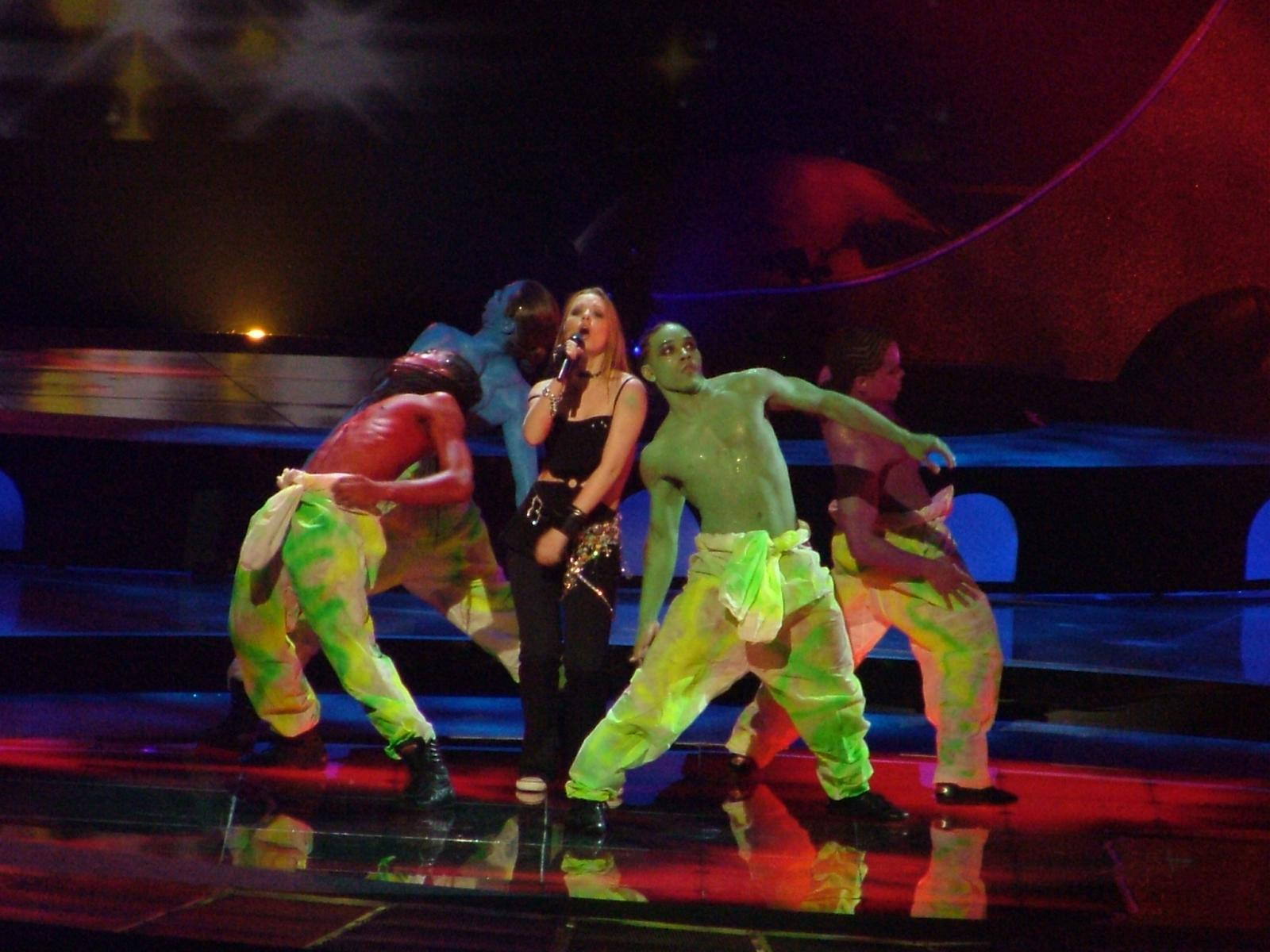
Julia Savicheva
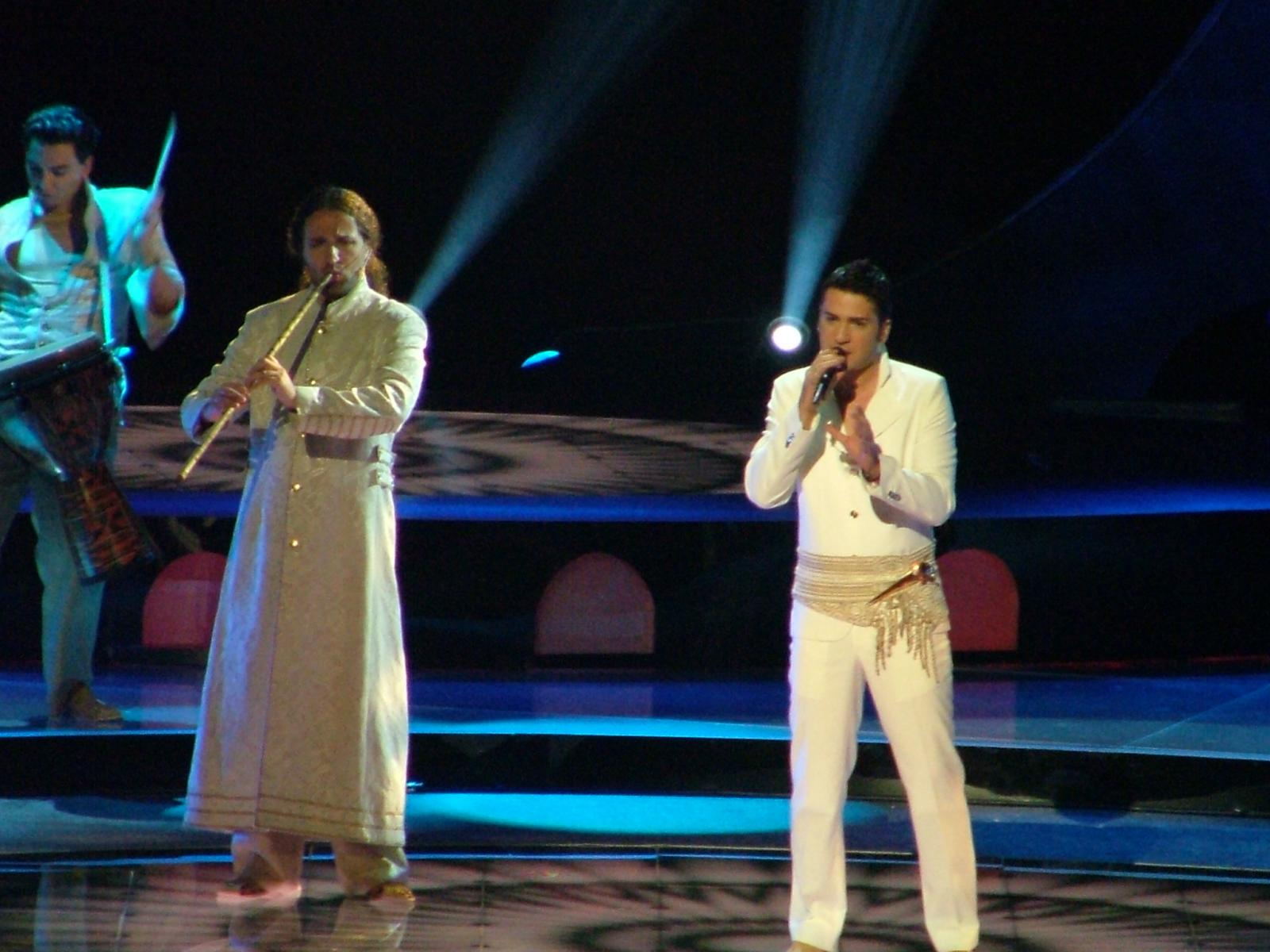
Željko Joksimović
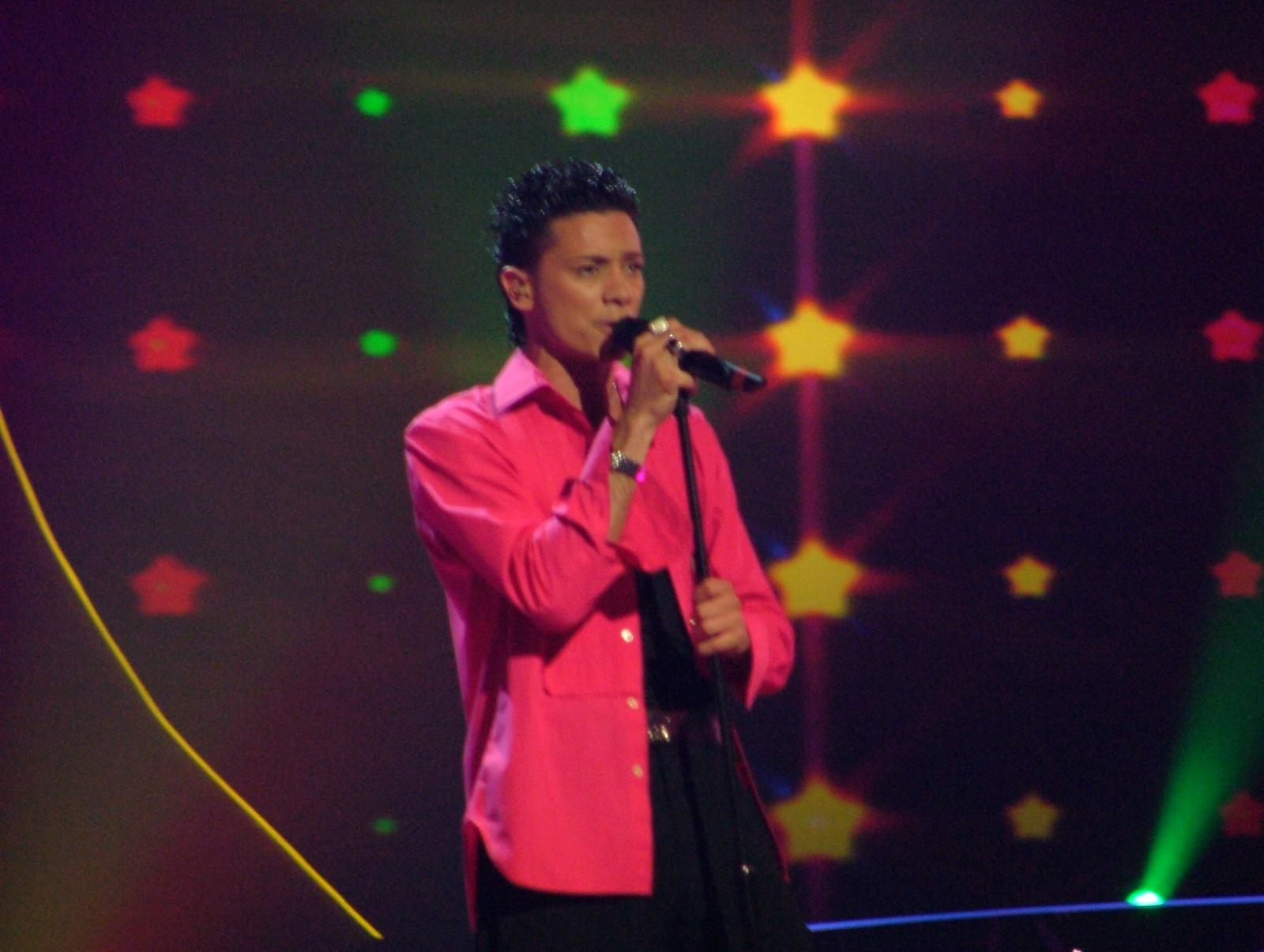
Piero Esteriore
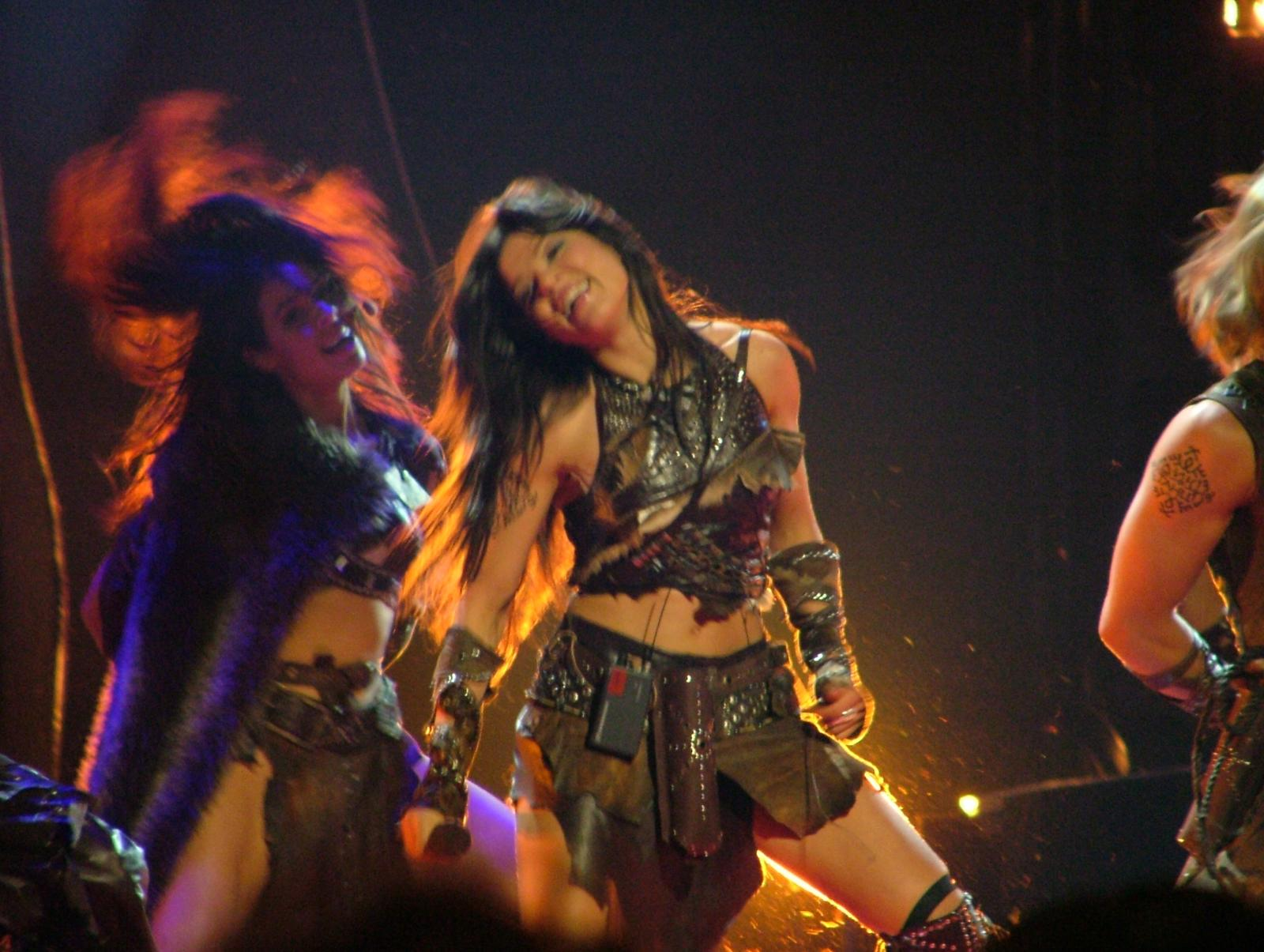
Ruslana
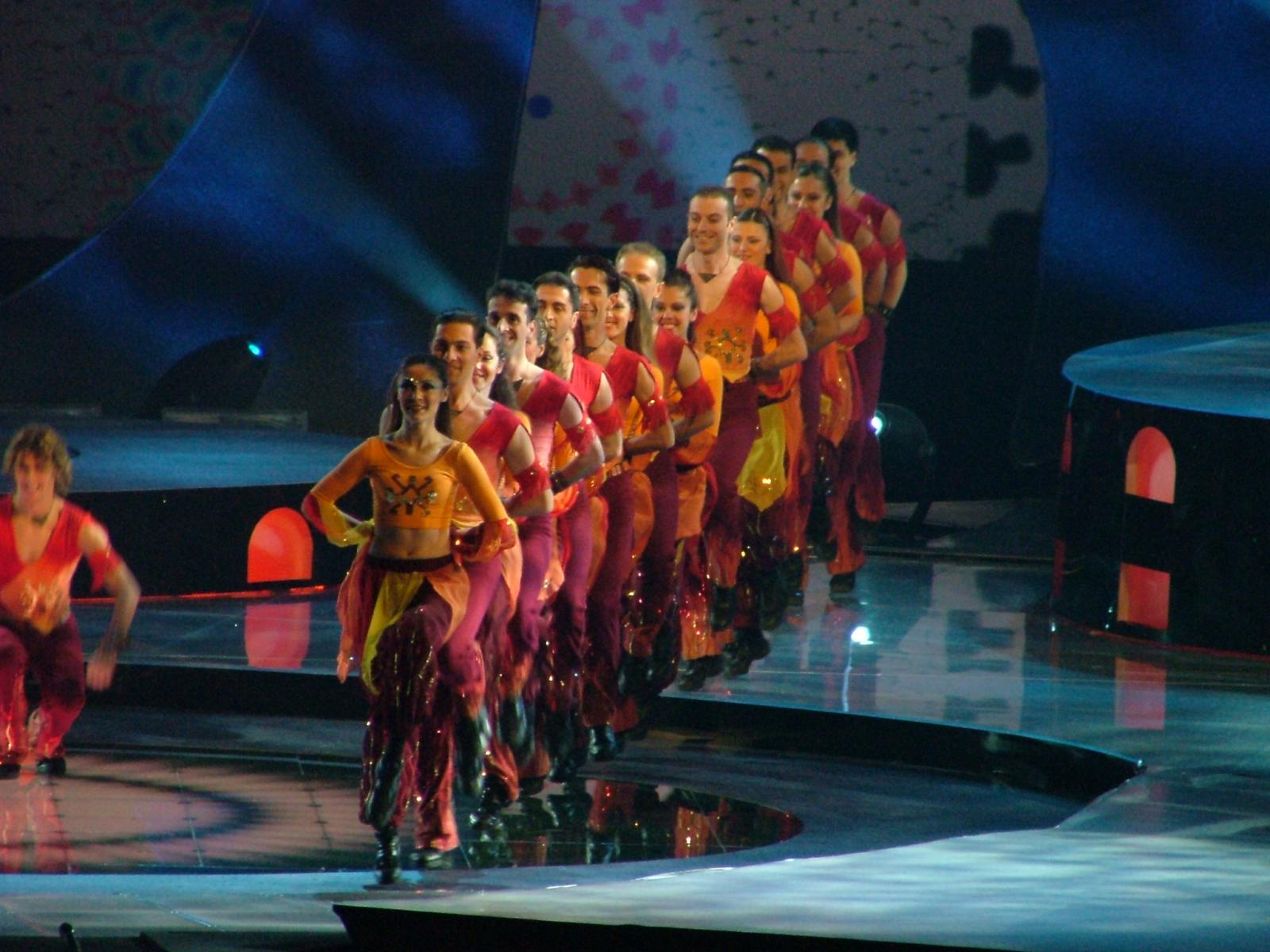
Fire of Anatolia

## Transmissão do Festival

### Países participantes
| País                 | Canal                  | Comentador(es)                            | Porta-voz                  | Refs   |
| -------------------- | ---------------------- | ----------------------------------------- | -------------------------- | ------ |
| Albânia              | TVSH                   | Leon Menkshi                              | Zhani Ciko                 |        |
| Alemanha             | Das Erste              | Peter Urban                               | Thomas Anders              | [ 13 ] |
| Alemanha             | Deutschlandfunk/NDR 2  | Thomas Mohr                               | Thomas Anders              |        |
| Andorra              | RTVA                   | Meri Picart & Josep Lluís Trabal          | Pati Molné                 |        |
| Áustria              | ORF2                   | Andi Knoll                                | Dodo Roščić                |        |
| Áustria              | Hitradio Ö3            | Martin Blumenau (final)                   | Dodo Roščić                |        |
| Bielorrússia         | Belarus 1              | Ales Kruglyakou                           | Denis Kurian               |        |
| Bélgica              | VRT TV1                | André Vermeulen & Bart Peeters            | Martine Prenen             | [ 14 ] |
| Bélgica              | VRT Radio 2            | Julien Put & Michel Follet (final)        | Martine Prenen             |        |
| Bélgica              | La Une                 | Jean-Pierre Hautier                       | Martine Prenen             | [ 15 ] |
| Bélgica              | La Première            | Patrick Duhamel & Serges Otthiers (final) | Martine Prenen             |        |
| Bósnia e Herzegovina | BHTV1                  | Dejan Kukric                              | Mija Martina               |        |
| Chipre               | RIK 1                  | Evi Papamichail                           | Loukas Hamatsos            | [ 16 ] |
| Croácia              | HRT 1                  | Aleksandar "Aco" Kostadinov               | Barbara Kolar              |        |
| Dinamarca            | DR1                    | Jørgen de Mylius                          | Camilla Ottesen            | [ 17 ] |
| Eslovénia            | RTV SLO                | Andrea F                                  | Peter Poles                |        |
| Espanha              | TVE2 (semi-final)      | Beatriz Pécker                            | Anne Igartiburu            | [ 18 ] |
| Espanha              | TVE1 (final)           | Beatriz Pécker                            | Anne Igartiburu            | [ 18 ] |
| Estónia              | ETV                    | Marko Reikop                              | Maarja-Liis Ilus           | [ 19 ] |
| Estónia              | Raadio 2               | Vello Rand                                | Maarja-Liis Ilus           |        |
| Finlândia            | YLE TV2                | Markus Kajo & Asko Murtomäki              | Anna Stenlund              | [ 20 ] |
| Finlândia            | YLE Radio Suomi        | Sanna Kojo & Jorma Hietamäki              | Anna Stenlund              | [ 21 ] |
| Finlândia            | YLE FST                | Thomas Lundin                             | Anna Stenlund              |        |
| França               | France 3               | Laurent Ruquier & Elsa Fayer (final)      | Alex Taylor                | [ 15 ] |
| França               | France Bleu            | Jean-Luc Delarue (final)                  | Alex Taylor                |        |
| Grécia               | ERT2                   | Dafni Bokota                              | Alexis Kostalas            | [ 22 ] |
| Islândia             | Sjónvarpið             | Gísli Marteinn Baldursson                 | Sigrún Ósk Kristjánsdóttir | [ 23 ] |
| Irlanda              | RTÉ One                | Marty Whelan                              | Johnny Logan               | [ 24 ] |
| Israel               | IBA                    | Sem comentadores                          | Merav Miller               |        |
| Letónia              | LTV1                   | Kārlis Streips                            | Lauris Reiniks             |        |
| Lituânia             | LRT1                   | Darius Užkuraitis                         | Rolandas Vilkoncius        |        |
| Macedónia do Norte   | MRT1                   | Milanka Rasic                             | Karolina Petkovska         |        |
| Malta                | PBS                    | Eileen Montesin                           | Claire Agius               | [ 25 ] |
| Mónaco               | TMC Monte Carlo        | Bernard Montiel & Génie Godula            | Anne Allegrini             |        |
| Noruega              | NRK1                   | Jostein Pedersen                          | Ingvild Helljesen          | [ 26 ] |
| Países Baixos        | Nederland 2            | Willem van Beusekom & Cornald Maas        | Esther Hart                | [ 27 ] |
| Países Baixos        | NPO 3FM                | Hijlco Span & Ron Stoeltie                | Esther Hart                |        |
| Polónia              | TVP1                   | Artur Orzech                              | Maciej Orłoś               |        |
| Portugal             | RTP1                   | Eládio Clímaco                            | Isabel Angelino            |        |
| Reino Unido          | BBC Three (semi-final) | Paddy O'Connell                           | Lorraine Kelly             |        |
| Reino Unido          | BBC One (final)        | Terry Wogan                               | Lorraine Kelly             |        |
| Reino Unido          | BBC Radio 2 (final)    | Ken Bruce                                 | Lorraine Kelly             |        |
| Roménia              | TVR1                   | Andreea Demirgian                         | Andreea Marin              |        |
| Rússia               | Piervy Kanal           | Yuri Aksyuta & Yelena Batinova            | Yana Churikova             |        |
| Sérvia e Montenegro  | RTS1                   | Duška Vučinić-Lučić                       | Nataša Miljković           |        |
| Sérvia e Montenegro  | RTCG2                  | Dražen Bauković & Tamara Ivanković        | Nataša Miljković           |        |
| Suécia               | SVT1                   | Pekka Heino                               | Jovan Radomir              | [ 28 ] |
| Suécia               | SR P3                  | Björn Kjellman & Carolina Norén           | Jovan Radomir              | [ 29 ] |
| Suíça                | SRF 1                  | Marco Fritsche                            | Emel Aykanat               | [ 30 ] |
| Suíça                | TSR1                   | Jean-Marc Richard & Alain Morisod         | Emel Aykanat               |        |
| Suíça                | TSI 1                  | Daniela Tami & Claudio Lazzarino          | Emel Aykanat               |        |
| Turquia              | TRT 1                  | Bülend Özveren & Didem Tolunay            | Meltem Ersan Yazgan        |        |
| Turquia              | TRT Radyo 3 (final)    | Ümit Tunçağ, Osman Erkan & Gülşah Banda   | Meltem Ersan Yazgan        |        |
| Ucrânia              | Pershyi Natsionalnyi   | Rodion Pryntsevsky                        | DJ Pasha                   | [ 31 ] |

### Países não participantes
| País      | Canal      | Comentador(es) | Refs |
| --------- | ---------- | -------------- | ---- |
| Arménia   | Armenia TV | Desconhecido   |      |
| Austrália | SBS        | Des Mangan     |      |

## Factos e Controvérsias

### Procedimento da Votação
Uma hora depois de a semifinal ter sido transmitida, a União Europeia de Radiodifusão descobriu que houve problemas com a contagem dos votos do Mónaco e Croácia. Digame, uma afiliada da Deutsche Telekom, que era responsável pelo processamento de todos os votos, relatou que encontrou problemas com o software de cálculo e houve um problema com a votação do text message na Croácia. Consequentemente, alguns votos não foram contabilizados nos resultados anunciados ao final da transmissão da semifinal. Quando os resultados foram corrigidos para incluir esses votos adicionais, eles não afetaram os países que se qualificaram para a final.
Vale destacar também que Sérvia e Montenegro terminou em 1º lugar na Semifinal com 263 pontos e depois em 2º na Final com 263 pontos.
Este ano também foi notável, pois foi o primeiro ano em que a Turquia votou no Chipre e o segundo ano consecutivo em que o Chipre votou na Turquia. No entanto, num movimento que irritou alguns cipriotas, quando o país apresentou os seus votos nenhum mapa da ilha foi mostrado (todos os outros foram precedidos com o seu país a ser destacado no mapa). Isso ocorreu devido ao reconhecimento pela Turquia do Chipre do Norte como uma república independente (não reconhecida por nenhum outro Estado). É provável que a Turquia tenha desistido de mostrar o mapa porque teria apenas destacado a parte sul da ilha, irritando assim a comunidade internacional.
Este também foi o primeiro ano em que os votos foram relidos pelos anfitriões em apenas um idioma. Antes de 2004, todos os pontos eram repetidos em francês e inglês, mas devido à votação de 36 países, e mais nos próximos anos, em 2004 para economizar tempo, os anfitriões apenas releram cada pontuação num idioma, o oposto do que o porta-voz do país original falou.
Nos anos seguintes, os primeiros sete pontos já seriamcolocados no quadro e apenas os últimos pontos seriam lidos para economizar tempo.
Houve problemas técnicos quando, num curto intervalo no meio das músicas, (usado para o intervalo publicitário), os anfitriões tentaram contactar várias partes da Europa. Tentaram entrar em contato com Alemanha, Espanha e Turquia, mas no final só conseguiram uma resposta da Alemanha. Também durante a introdução do cartão postal da Romênia, a informação para a participação romena apareceu na tela, mas foi rapidamente retirada.
Pouco antes da apresentação da Eslovênia, a emissora turca acidentalmente fez um intervalo comercial, o que significa que a música eslovena não foi ouvida pelos espectadores turcos e, consequentemente, a Turquia não deu votos para a música.

## Artistas repetentes

### Prémios AP
| Categoria         | País               | Artista       | Canção               | Resultado final | Pontos |
| ----------------- | ------------------ | ------------- | -------------------- | --------------- | ------ |
| Prémio Artístico  | Macedónia do Norte | Toše Proeski  | "Life"               | 14º             | 47     |
| Prémio Composição | Reino Unido        | James Fox     | "Hold Onto Our Love" | 16º             | 29     |
| Prémio Atuação    | Ucrânia            | Ruslana       | "Wild Dances"        | 1º              | 280    |
| Prémio Canção     | Portugal           | Sofia Vitória | "Foi Magia"          | 15º SF          | 38 SF  |

### Prémios Marcel Bezençon
| Categoria          | País                | Artista                              | Canção                  | Resultado final | Pontos |
| ------------------ | ------------------- | ------------------------------------ | ----------------------- | --------------- | ------ |
| Prémio Artístico   | Ucrânia             | Ruslana                              | "Wild Dances"           | 1º              | 280    |
| Prémio dos Fãs     | Chipre              | Lisa Andreas                         | "Stronger Every Minute" | 5º              | 170    |
| Prémio da Imprensa | Sérvia e Montenegro | Željko Joksimović & Ad Hoc Orchestra | "Lane Moje"             | 2º              | 263    |

## Notícias (oficial)
- «Site Oficial do Festival Eurovisão da Canção»
- «Site Oikotimes, noticias sobre a Eurovisão, o mais lido em Portugal»
- «Site EscToday, noticias sobre a eurovisão»
- «Site Português, noticias sobre a eurovisão» Arquivado em 28 de maio de  2009, no Wayback Machine.
- «Esctime, noticias sobre o tema»
- «Noticias do festival pelo site Eurovisionary» Arquivado em 30 de junho de  2009, no Wayback Machine.